# Ford Taunus TC

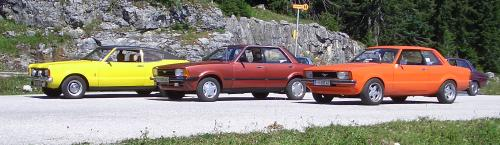
Seitenansicht der Modelle

 Der Ford Taunus TC ist ein Pkw der Mittelklasse von Ford, der von Herbst 1970 bis Sommer 1982 gebaut wurde. Er  wurde mit Vierzylinder-Reihenmotoren oder Sechszylinder-V-Motoren angeboten und hatte Hinterradantrieb. Er ist Nachfolger der Ford P6, die mit Frontantrieb und V4-Motoren technisch anders ausgeführt waren. Der britische Ford Cortina MK III war auf der gleichen Plattform aufgebaut und ab 1976 baugleich (daher auch die Bezeichnung „TC“ = Taunus Cortina).

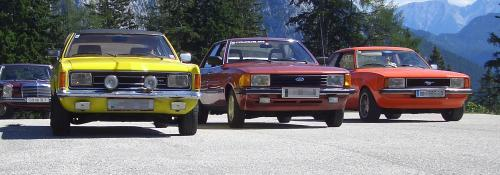
Gegenüberstellung der Frontpartien von Taunus ’71, ’80 und ’76

Der Spitzname „Knudsen-Taunus“ des Modells bis Ende 1975 kommt von Semon E. „Bunkie“ Knudsen. Er war von Anfang 1968 bis Herbst 1969 Ford-Vorstandsvorsitzender und unter ihm erhielten neue Modelle einen charakteristischen Vorsprung im Kühlergrill und auf der Motorhaube (sogenannte Knudsen-Nase).
Im Spätsommer 1982 wurde der Taunus durch den bis auf die Motoren neu konstruierten Ford Sierra ersetzt.

## Modellgeschichte
Im Taunus TC wurden die neu entwickelten Vierzylinder-Reihenmotoren der Ford-OHC-Baureihe mit obenliegender Nockenwelle verwendet, diese finden sich auch im seinerzeitigen Ford Cortina und Ford Pinto. Für die Topmodelle war zudem der in Köln gebaute Sechszylinder-V-Motor aus den früheren Baureihen P5 bzw. P7 erhältlich. Ab 1,6 Litern Hubraum konnte statt des serienmäßigen handgeschalteten Vierganggetriebes auch eine Dreistufen-Automatik bestellt werden.
Die Abkehr vom Frontantrieb vollzog Ford entgegen den damaligen Entwicklungstendenzen im Automobilbau. Gleichzeitig wurde das Fahrwerk stark verbessert: Die bisher längsblattgefederte starre Hinterachse wurde mit Schraubenfedern und je einem Quer- und Schräglenker pro Rad ausgestattet. An der Vorderachse gab es statt MacPherson-Federbeinen nun Doppelquerlenker. Der neue Taunus hatte nun auch eine Sicherheitslenksäule, wie bei den Mitbewerbern bereits seit längerem üblich.
Der Taunus wurde als zwei- und viertürige Stufenhecklimousine sowie als Kombi, bei Ford „Turnier“ genannt, angeboten. Von der ersten TC-Baureihe, die von 1970 bis 1975 gebaut wurde, gab es auch ein zweitüriges Fastback-Coupé. Die Ausstattungsvarianten und Bezeichnungen variierten je nach Bauzeitraum: Der N (Standard), L, XL, GXL und GT der ersten TC-Baureihe wurde zu N, L, GL, S und Ghia bei der zweiten. Ab September 1979 (TC ’80) wurde die Ausstattungsvariante S in das S-Paket umgewandelt; aus der Ausstattungsvariante L wurde dann ein LS, der GL wurde GLS und der Ghia wurde zum Ghia S.
Taunus und Cortina der ersten TC-Serie unterscheiden sich äußerlich voneinander (ausgeprägter Hüftschwung beim Cortina, stärkere Sicken auf der Motorhaube beim Taunus) und durch die Motoren. Ab Modelljahr ’76 war das Äußere dann gleich.
Während sich der erste „Knudsen-Taunus“ noch deutlich von seinen geglätteten Nachfolgern abhebt, unterscheiden sich die beiden letzten Modellreihen TC ’76 und TC ’80 vor allem durch die Frontpartie (geänderter Kühlergrill beim TC ’80 mit großen Plastiklamellen und um die Kanten gezogenen Blinkern), des Hecks (der TC ’80 hat breitere Rückleuchten als der TC ’76) und in den Proportionen der Karosserie: Der TC ’80 hat eine höhere Fahrgastzelle als der TC ’76.

## Modellübersicht

### TC ’71 (September 1970 bis August 1973)
Der erste Taunus TC wurde im September 1970 (zum Modelljahr 1971, daher ’71) vorgestellt. Fünf Ausstattungsvarianten waren zu haben: Standard, L, der luxuriös angehauchte XL, der sportlich aufgemachte GT und als Topmodell der GXL. Alle Varianten waren als zwei- oder viertürige Limousine erhältlich. Den Kombi gab es nur als Standard, L oder XL und das Coupé war nicht in Standardausführung erhältlich.
Standard, L (serienmäßig mit runden Scheinwerfern ausgestattet (Bilux 45/40 Watt), die sie von den besseren Modellen differenzieren sollten) und XL (eckige Scheinwerfer, H4 60/55 Watt) waren serienmäßig mit einem 1300-cm³-OHC-LC-Vierzylinder (LC: low compression, niedrige Verdichtung) ausgerüstet, der 55 PS leistete, als HC (HC – high compression, hohe Verdichtung) leistete er 4 PS mehr, somit 59 PS. Auf Wunsch gab es auch einen 1600-cm³-OHC-HC-Motor gleicher Bauart mit 72 PS (später auch mit niedrigerer Verdichtung und 68 PS lieferbar). GT und GXL waren serienmäßig ebenfalls mit einem 1600-cm³-OHC-HC-Motor ausgerüstet, der (u. a. aufgrund eines Fächerkrümmers und eines Weber-Vergasers) 88 PS leistete. Sie hatten ein sportlicher abgestimmtes Fahrwerk und eine leistungsfähigere Bremsanlage mit größeren Trommelbremsen an der Hinterachse und waren mit Extras wie z. B. einem Fach in der Mittelkonsole, umschäumtem Sportlenkrad, runden Halogen-Zusatzleuchten und Zusatzinstrumenten (Drehzahlmesser, Amperemeter, Öldruckanzeige) etc. ausgestattet.
Auf Wunsch war für die Taunus GT und GXL auch ein Zweiliter-V6-Motor mit 90 PS lieferbar, der bereits aus den 20M-Modellen der 1960er-Jahre bekannt war (der sogenannte „Köln-V6“ der Baureihe P5). Ende 1971 war dann als neue Spitzenmotorisierung ein 2,3-Liter-V6-Motor (wie im 20M der Vorgängerbaureihe P7) erhältlich, der in seiner Bauart gleich mit dem Zweiliter war und mit seinen 108 PS den Taunus auf damals beachtliche 175 km/h beschleunigte. Wegen Qualitätsmängeln in der ersten Zeit nach dem Serienanlauf bekam der Taunus vom ADAC die „Silberne Zitrone“ – den Preis für gravierende Neuwagenmängel – verliehen. Die Autotester bemängelten auch das insgesamt schwammige unkomfortable Fahrwerk und das unübersichtliche Armaturenbrett, das dem des 1969er Ford Mustang ähnelt. Außerdem waren in allen Taunus die Fensterkurbeln in der oberen Hälfte der Türverkleidung befestigt, während die Türöffner weit unterhalb befestigt waren.

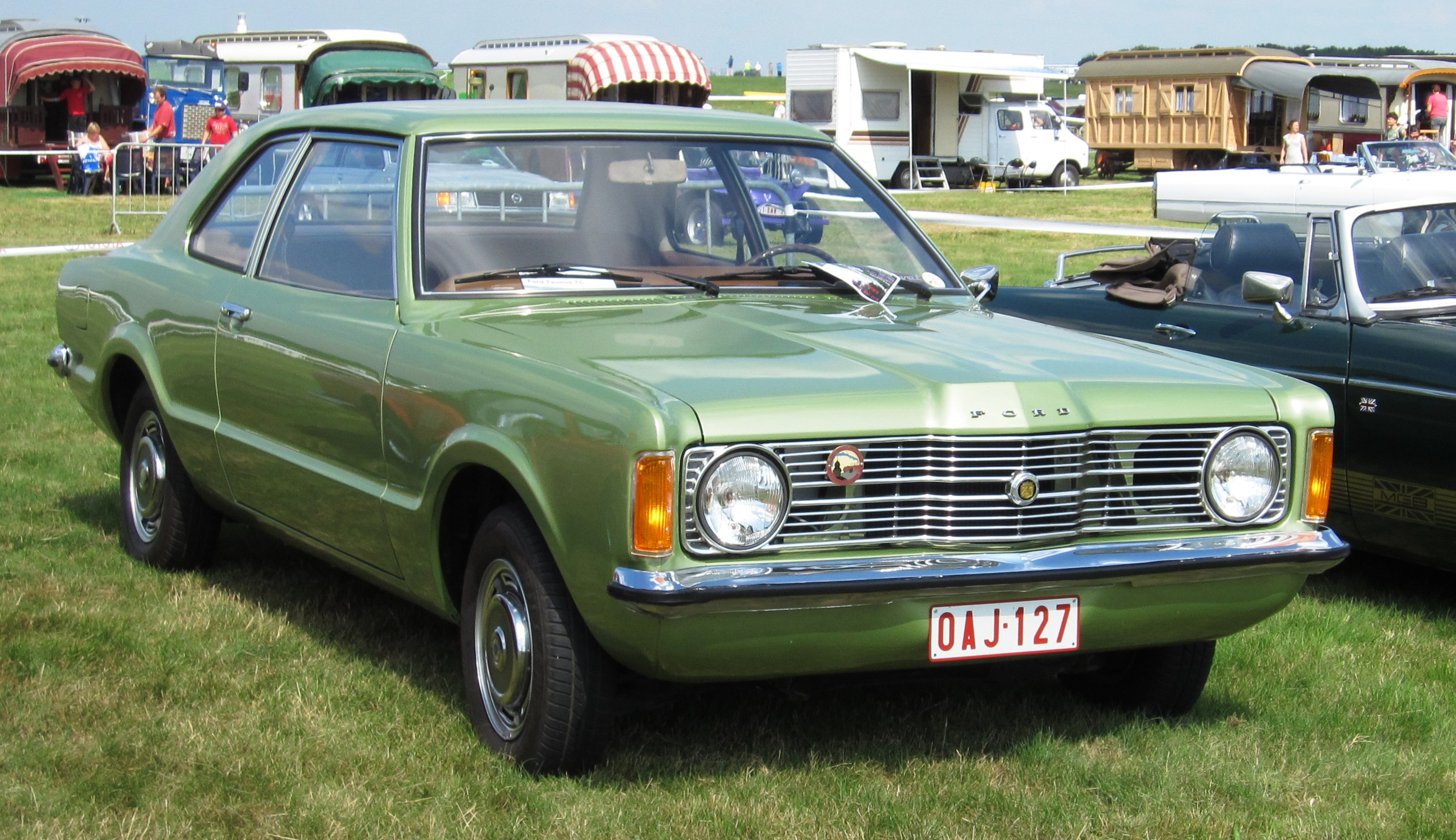
Ford Taunus Limousine (1970–1973)
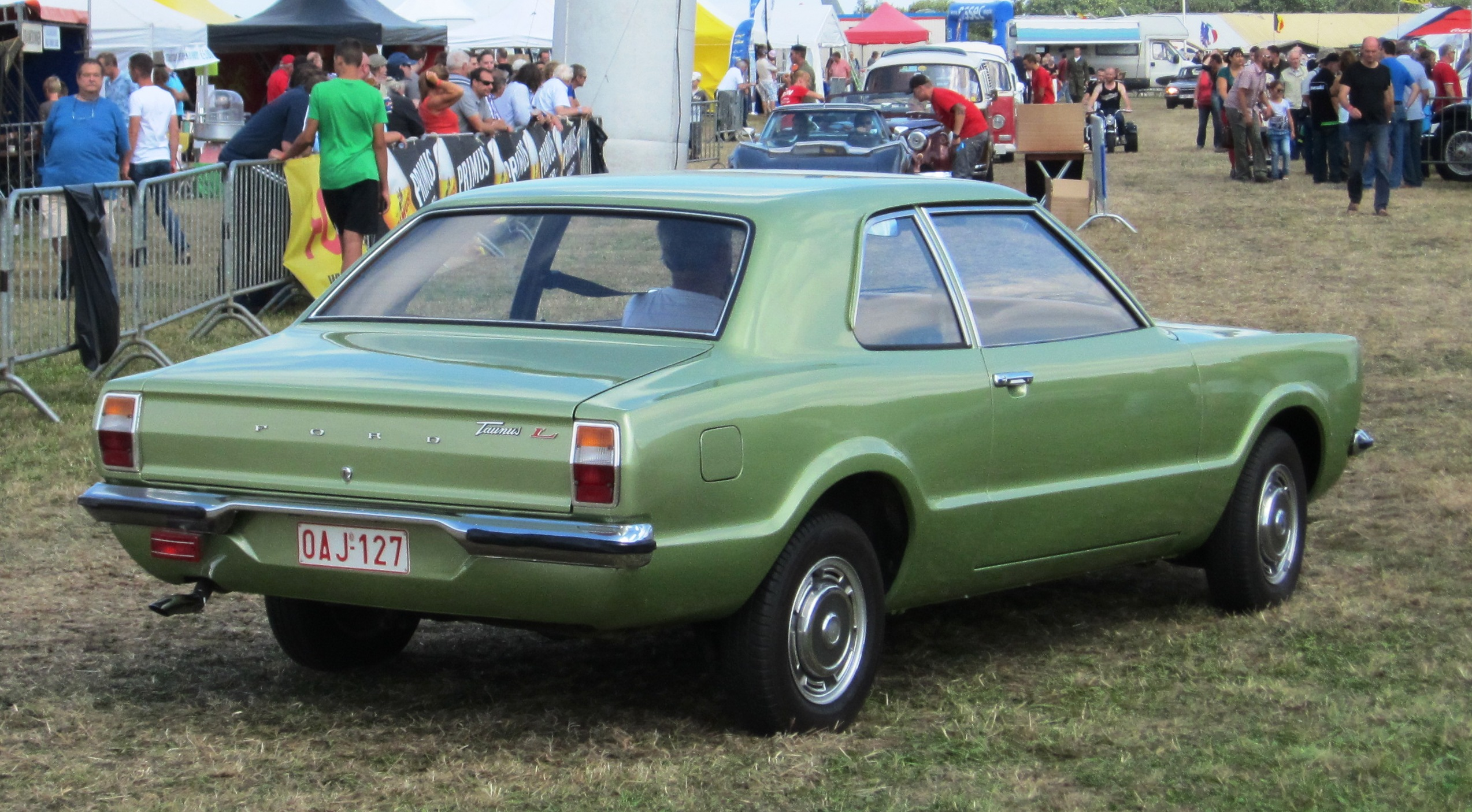
Heckansicht
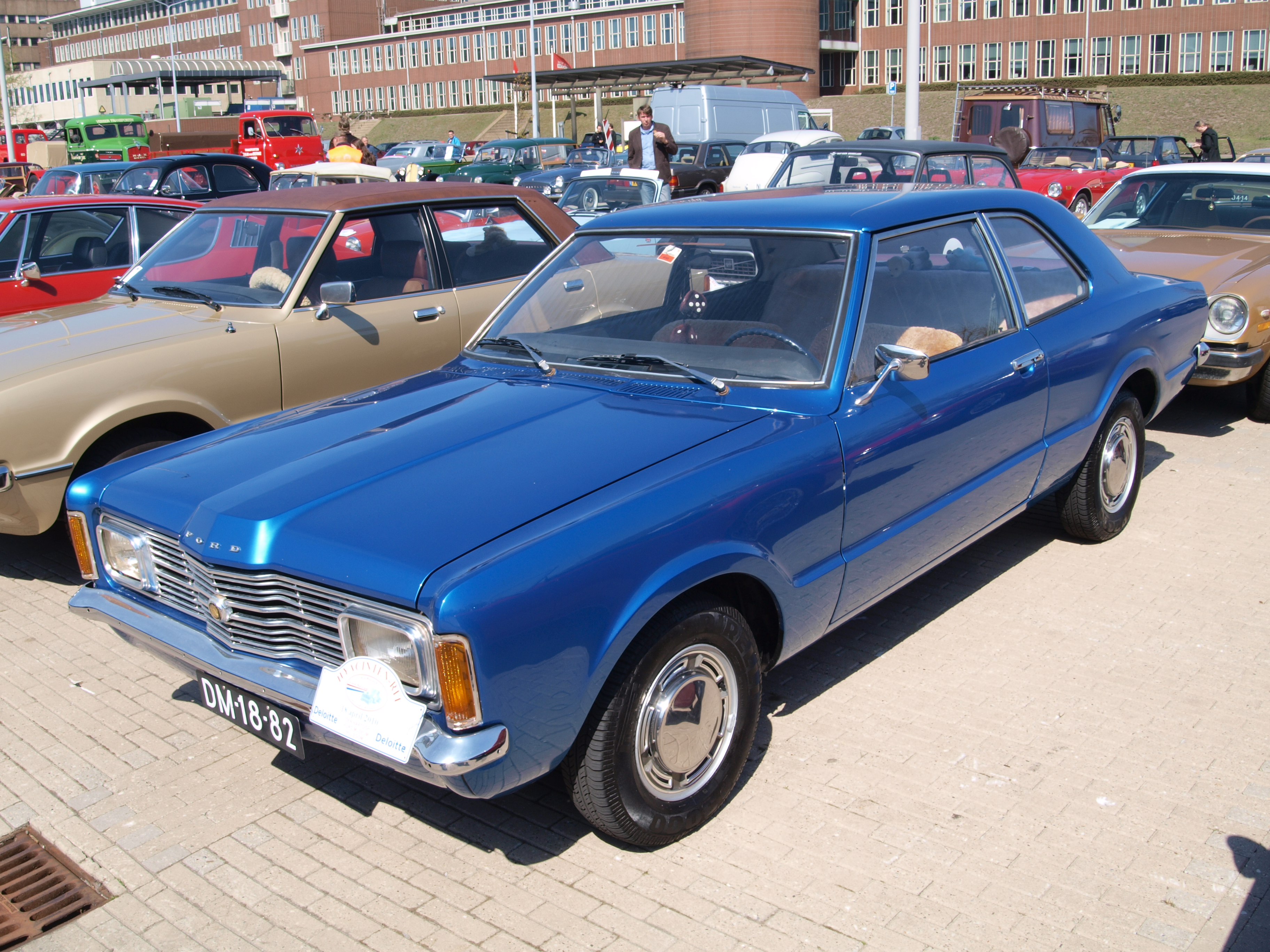
Ford Taunus 1300 L
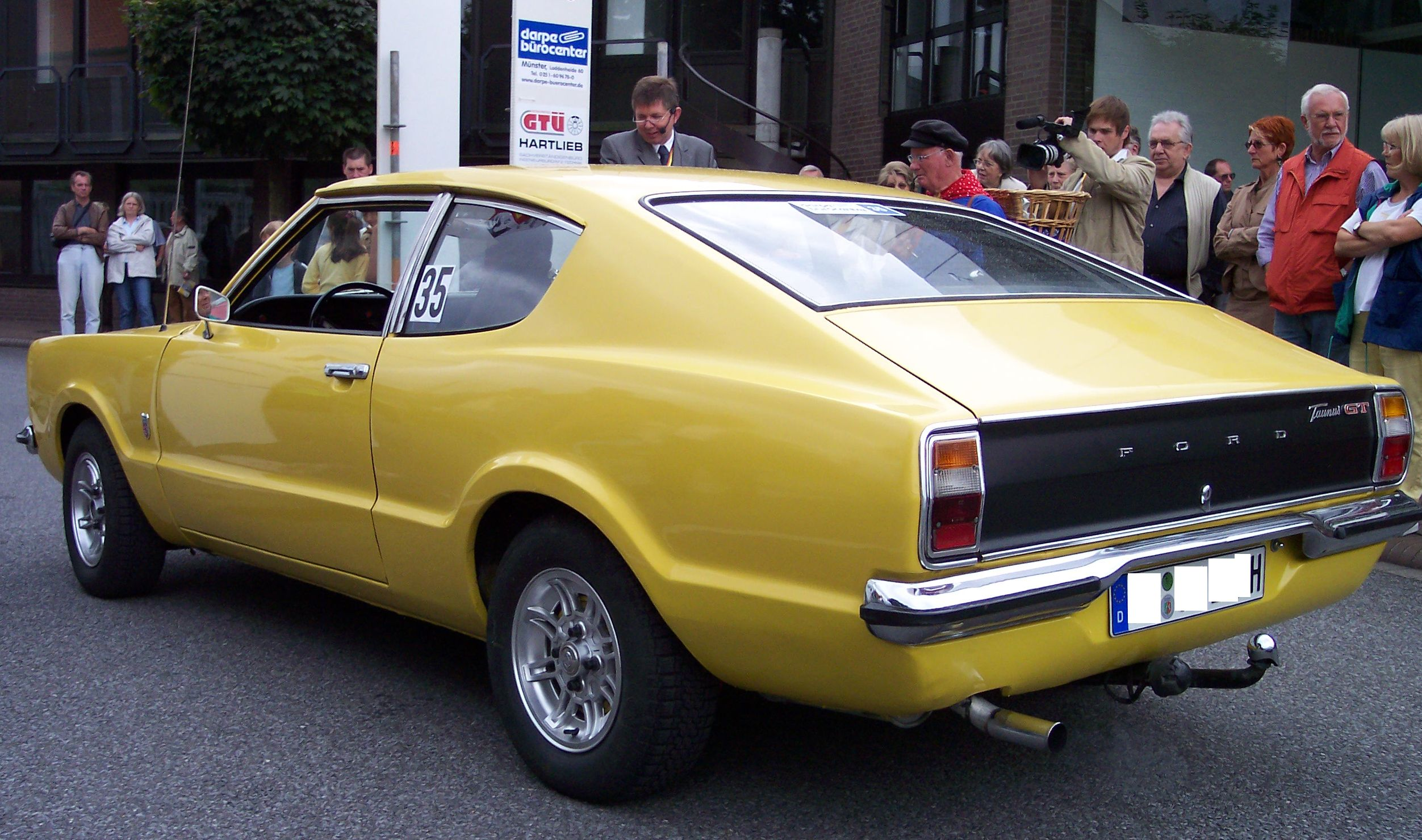
Ford Taunus Coupé GT (1972)
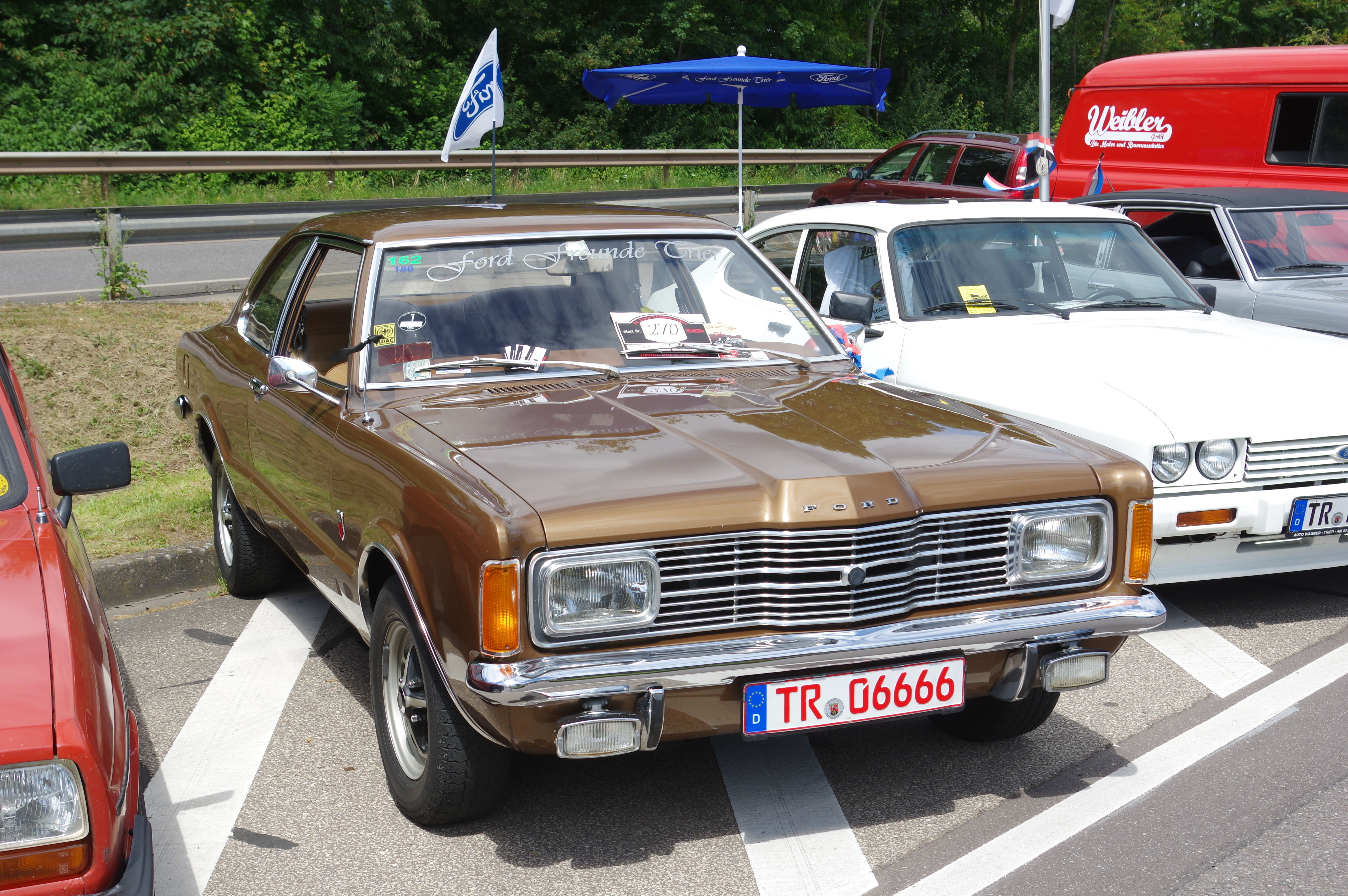
Taunus XL mit Rechteckscheinwerfern
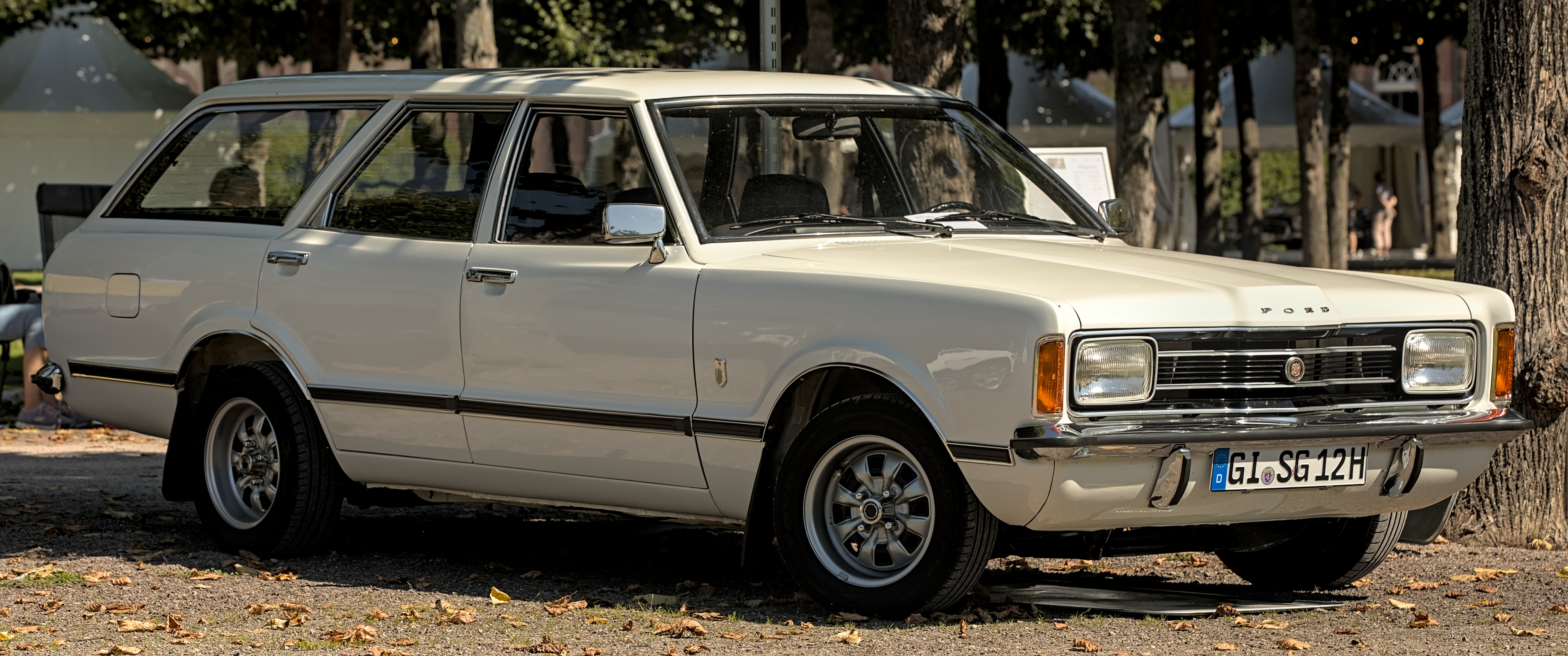
Taunus XL Turnier
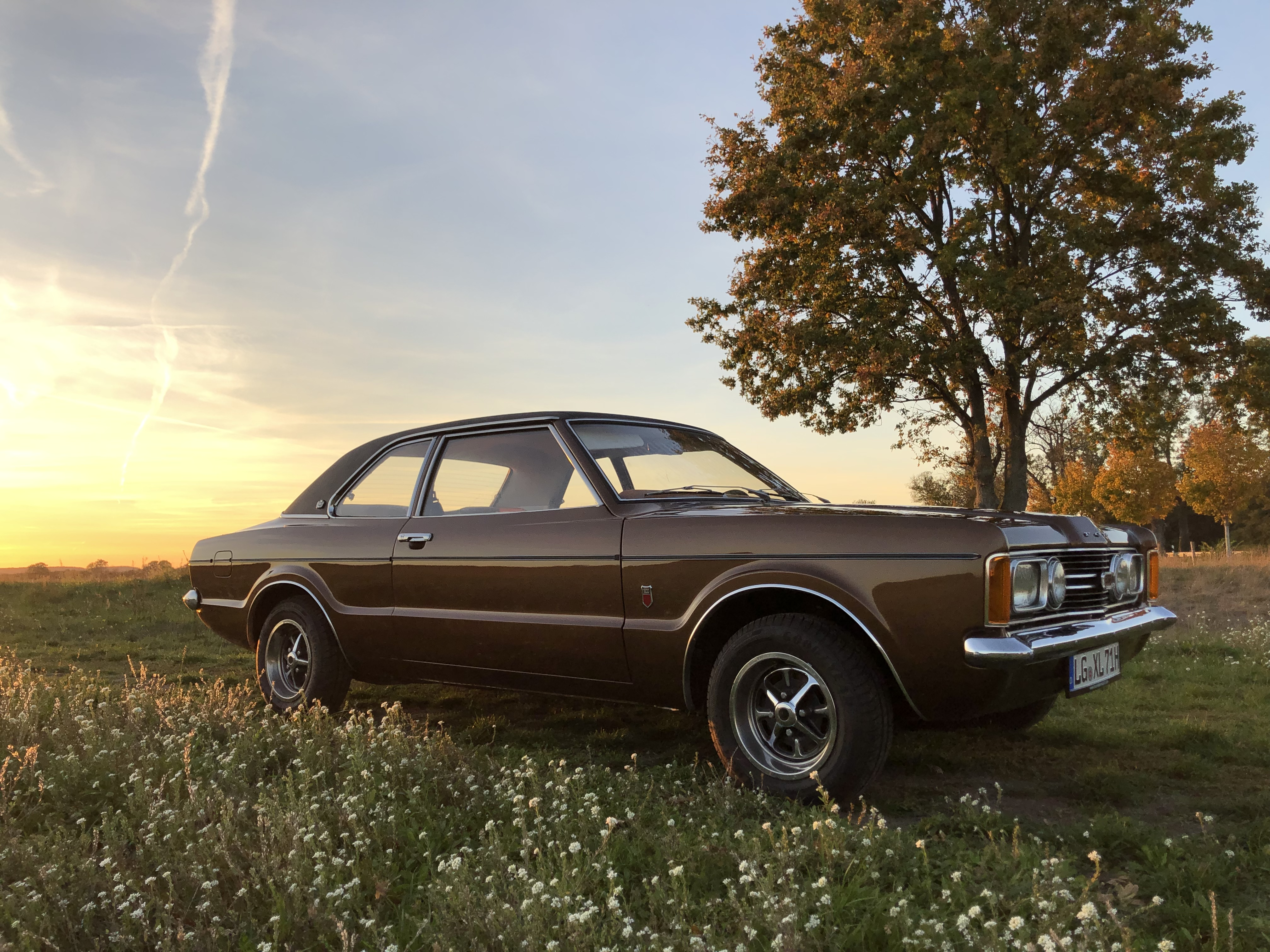
Ford Taunus GXL Baujahr 1971 als zweitürige Limousine.
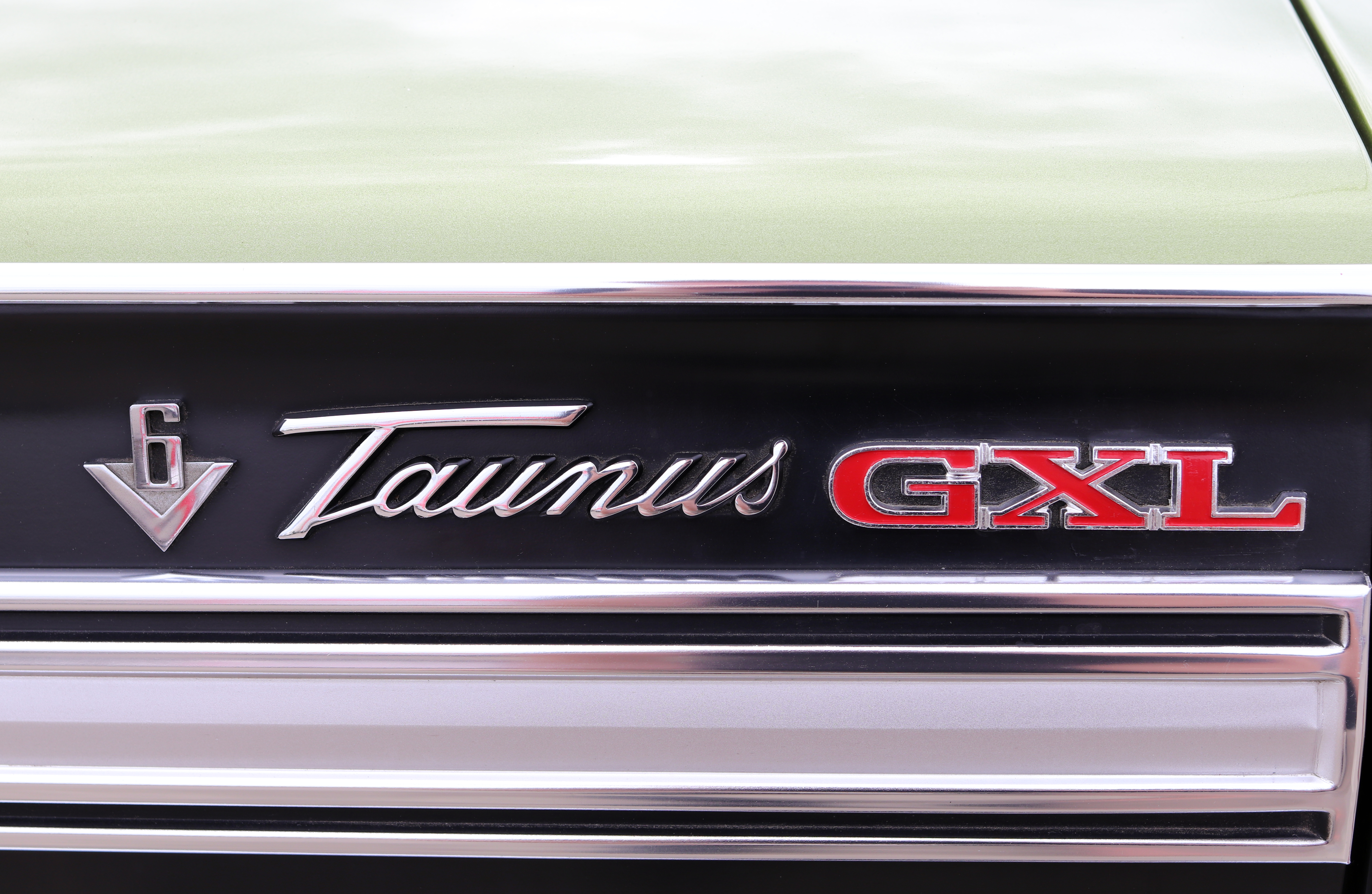
Ford Taunus GXL

Motoren
- 1,3 Liter, 55 PS (40 kW), OHC (Vierzylinder-Reihenmotor)
- 1,6 Liter, 72 PS (53 kW), OHC (Vierzylinder-Reihenmotor)
- 1,6 Liter, 88 PS (65 kW), OHC (Vierzylinder-Reihenmotor)
- 2,0 Liter, 90 PS (66 kW), V6 (Sechszylinder-V-Motor)
- 2,3 Liter, 108 PS (79 kW), V6 (Sechszylinder-V-Motor)

### TC ’74 (September 1973 bis Dezember 1974)
Im Sommer 1973 wurde der Taunus entsprechend den Kritikpunkten der Presse umgestaltet: Das Armaturenbrett wurde nüchterner und funktionaler (und in dieser Form auch im Taunus ’76 beibehalten); das Fahrwerk wurde neu abgestimmt und serienmäßig mit vorderen und hinteren Stabilisatoren ausgerüstet, was das Fahrverhalten ein wenig verbesserte.
Äußerlich änderte sich wenig: alle Modelle hatten jetzt einheitlich einen dunkelgrauen Plastikkühlergrill mit eckigen Scheinwerfern, dafür hatten Standard und L jetzt kein Wappen mehr in der Mitte des Kühlers, sondern nur noch den Ford-Schriftzug auf der Motorhaube. Die Ausstattungsvariante GT entfiel, dafür erhielt der XL einen Drehzahlmesser und auf Wunsch den 2-Liter-V6-Motor. Das Topmodell GXL bekam einen schwarzen Flankenschutz mit breiteren Zierleisten und ein Armaturenbrett und Türverkleidungen mit Echtholzfurnier.

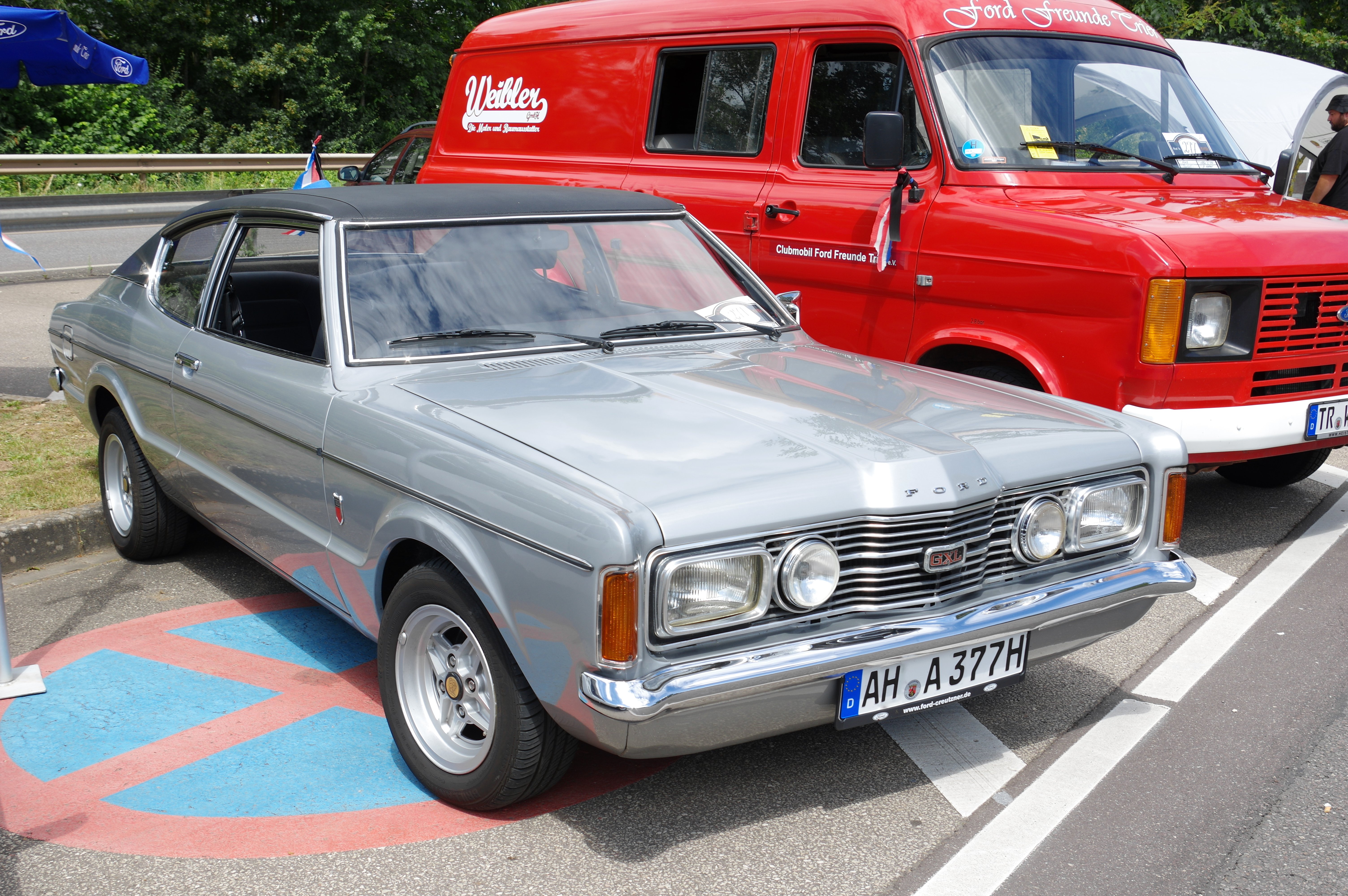
Ford Taunus Coupé (1973–1974)
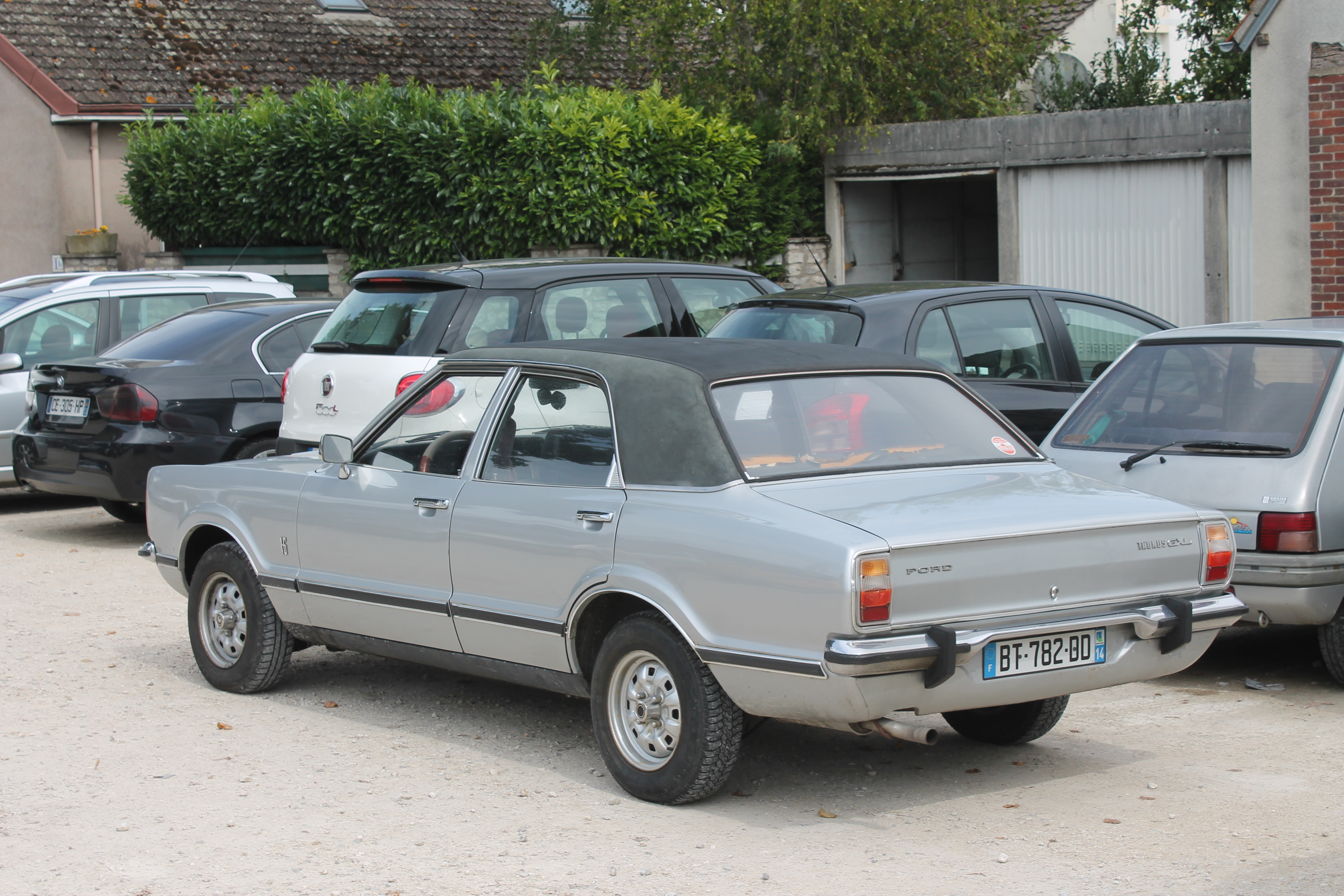
Ford Taunus Limousine (1973–1974)
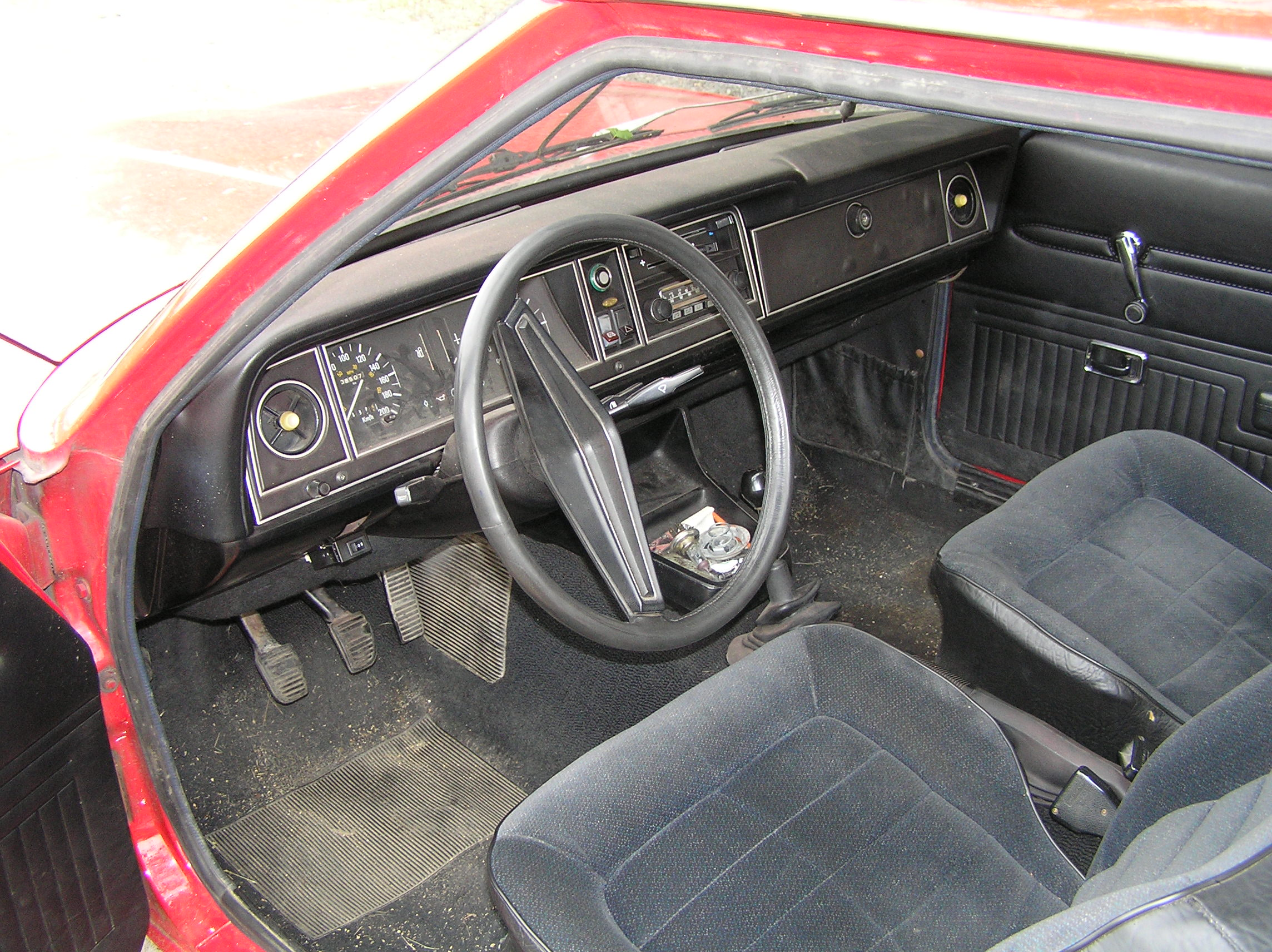
Armaturenbrett (1973–1974)

Motoren
- 1,3 Liter, 55 PS (40 kW), OHC (Vierzylinder-Reihenmotor)
- 1,3 Liter, 59 PS (44 kW), OHC (Vierzylinder-Reihenmotor)
- 1,6 Liter, 68 PS (50 kW), OHC (Vierzylinder-Reihenmotor)
- 1,6 Liter, 72 PS (53 kW), OHC (Vierzylinder-Reihenmotor)
- 1,6 Liter, 88 PS (65 kW), OHC (Vierzylinder-Reihenmotor)
- 2,0 Liter, 90 PS (66 kW), V6 (Sechszylinder-V-Motor)
- 2,3 Liter, 108 PS (79 kW), V6 (Sechszylinder-V-Motor)

### TC ’75 (Januar 1975 bis Dezember 1975)
Anfang 1975 wurde der Taunus nochmals überarbeitet.
Bei den einfachen Modellen Standard und L waren die Zierleisten um die Fenster nun mattschwarz, die gekrönten Wappen mit der Hubraumangabe an den Vorderkotflügeln wichen Zahlen und das Ford-Wappen auf dem Kühlergrill und der Schriftzug auf der Motorhaube wurden jetzt bei allen Modellen durch einen simplen „Ford“-Schriftzug auf der Fahrerseite des Kühlergrills ersetzt. Der Ford-Schriftzug auf der Heckklappe, der bisher bei Standard und L die gesamte Breite einnahm und bei XL und GXL als breite Aluleiste ausgeführt war, wanderte in verkleinerter Form in die linke obere Ecke des Kofferraumdeckels, der Taunus-Schriftzug wurde, statt wie früher in geschwungener Schreibschrift, jetzt in einfachen Druckbuchstaben ausgeführt. Der Kombi, der nun statt Turnier „Freizeit-Taunus“ hieß, war auch mit GXL-Ausstattung zu haben. Wie beim Granada erhielten alle Modelle einen größeren Außenspiegel.
Zum Jahreswechsel 1975/1976 wurde das neue Modell vorgestellt, das zwar äußerlich geglättet war, aber technisch immer noch viel mit dem TC der ersten Serie gemeinsam hatte: der Taunus TC ’76.

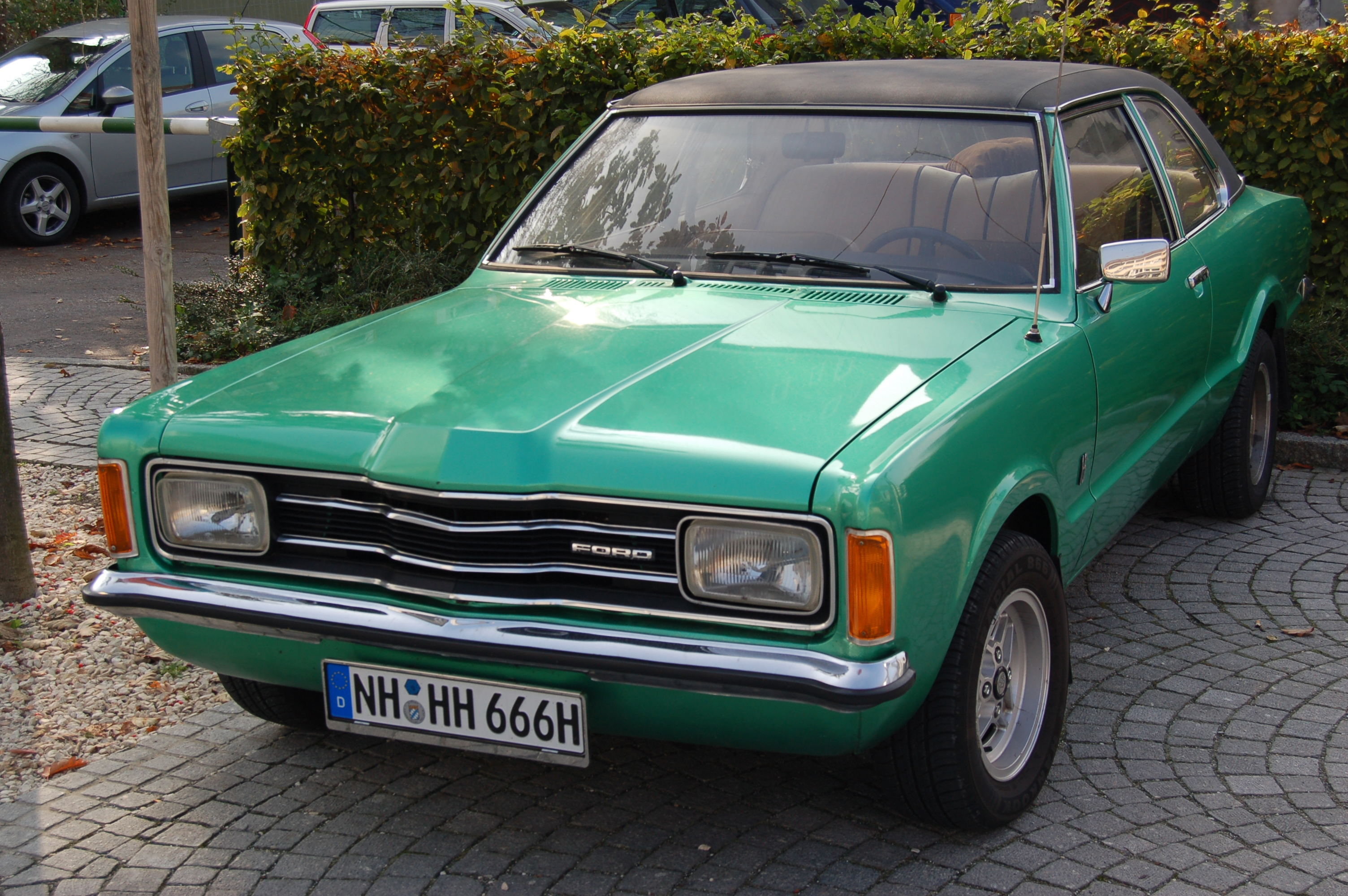
Ford Taunus Limousine (1975)

Motoren:
- 1,3 Liter, 55 PS (40 kW), OHC (Vierzylinder-Reihenmotor)
- 1,6 Liter, 68 PS (50 kW), OHC (Vierzylinder-Reihenmotor)
- 1,6 Liter, 72 PS (53 kW), OHC (Vierzylinder-Reihenmotor)
- 1,6 Liter, 88 PS (65 kW), OHC (Vierzylinder-Reihenmotor)
- 2,0 Liter, 90 PS (66 kW), V6 (Sechszylinder-V-Motor)
- 2,3 Liter, 108 PS (79 kW), V6 (Sechszylinder-V-Motor)

| Motor:                                           | 4-Zylinder-Reihenmotor (Viertakt-Ottomotor)                                                        | 4-Zylinder-Reihenmotor (Viertakt-Ottomotor)                                                        | 4-Zylinder-Reihenmotor (Viertakt-Ottomotor)                                                        | 4-Zylinder-Reihenmotor (Viertakt-Ottomotor)                                                        | 4-Zylinder-Reihenmotor (Viertakt-Ottomotor)                                                        | 6-Zylinder-V-Motor (Viertakt-Ottomotor; Bankwinkel 60°)                                            | 6-Zylinder-V-Motor (Viertakt-Ottomotor; Bankwinkel 60°)                                            |
| Hubraum:                                         | 1294 cm³                                                                                           | 1294 cm³                                                                                           | 1593 cm³                                                                                           | 1593 cm³                                                                                           | 1593 cm³                                                                                           | 1999 cm³                                                                                           | 2294 cm³                                                                                           |
| Bohrung × Hub:                                   | 79 mm × 66 mm                                                                                      | 79 mm × 66 mm                                                                                      | 87,65 mm × 66 mm                                                                                   | 87,65 mm × 66 mm                                                                                   | 87,65 mm × 66 mm                                                                                   | 84 mm × 60,14 mm                                                                                   | 90 mm × 60,14 mm                                                                                   |
| Leistung bei 1/min:                              | 40 kW (55 PS) bei 5500                                                                             | 44 kW (59 PS) bei 5500                                                                             | 50 kW (68 PS) bei 5500                                                                             | 53 kW (72 PS) bei 5500                                                                             | 65 kW (88 PS) bei 5700                                                                             | 66 kW (90 PS) bei 5000                                                                             | 80 kW (108 PS) bei 5000                                                                            |
| Max. Drehmoment bei 1/min:                       | 90 Nm bei 3000                                                                                     | 97 Nm bei 3000                                                                                     | 113 Nm bei 2800                                                                                    | 118 Nm bei 2700                                                                                    | 124 Nm bei 4000                                                                                    | 149 Nm bei 3000                                                                                    | 176 Nm bei 3000                                                                                    |
| Gemischaufbereitung:                             | Ein Fallstromvergaser (Ford)                                                                       | Ein Fallstromvergaser (Ford)                                                                       | Ein Fallstromvergaser (Ford)                                                                       | Ein Fallstromvergaser (Ford)                                                                       | Ein Register-Fallstrom-Vergaser (Ford)                                                             | Zwei Zweifach-Fallstromvergaser (Solex)                                                            | Zwei Zweifach-Fallstromvergaser (Solex)                                                            |
| Ventilsteuerung:                                 | OHC, Zahnriemen                                                                                    | OHC, Zahnriemen                                                                                    | OHC, Zahnriemen                                                                                    | OHC, Zahnriemen                                                                                    | OHC, Zahnriemen                                                                                    | zentrale Nockenwelle, Stirnräder                                                                   | zentrale Nockenwelle, Stirnräder                                                                   |
| Kühlung:                                         | Wasserkühlung                                                                                      | Wasserkühlung                                                                                      | Wasserkühlung                                                                                      | Wasserkühlung                                                                                      | Wasserkühlung                                                                                      | Wasserkühlung                                                                                      | Wasserkühlung                                                                                      |
| Getriebe:                                        | Manuelles 4-Gang-Getriebe, Wahlweise (außer 1300/1300S) Dreistufen-Automatik (BorgWarner)          | Manuelles 4-Gang-Getriebe, Wahlweise (außer 1300/1300S) Dreistufen-Automatik (BorgWarner)          | Manuelles 4-Gang-Getriebe, Wahlweise (außer 1300/1300S) Dreistufen-Automatik (BorgWarner)          | Manuelles 4-Gang-Getriebe, Wahlweise (außer 1300/1300S) Dreistufen-Automatik (BorgWarner)          | Manuelles 4-Gang-Getriebe, Wahlweise (außer 1300/1300S) Dreistufen-Automatik (BorgWarner)          | Manuelles 4-Gang-Getriebe, Wahlweise (außer 1300/1300S) Dreistufen-Automatik (BorgWarner)          | Manuelles 4-Gang-Getriebe, Wahlweise (außer 1300/1300S) Dreistufen-Automatik (BorgWarner)          |
| Radaufhängung vorn:                              | Einzelradaufhängung an Doppelquerlenkern, Schraubenfedern (ab September 1973 mit Querstabilisator) | Einzelradaufhängung an Doppelquerlenkern, Schraubenfedern (ab September 1973 mit Querstabilisator) | Einzelradaufhängung an Doppelquerlenkern, Schraubenfedern (ab September 1973 mit Querstabilisator) | Einzelradaufhängung an Doppelquerlenkern, Schraubenfedern (ab September 1973 mit Querstabilisator) | Einzelradaufhängung an Doppelquerlenkern, Schraubenfedern (ab September 1973 mit Querstabilisator) | Einzelradaufhängung an Doppelquerlenkern, Schraubenfedern (ab September 1973 mit Querstabilisator) | Einzelradaufhängung an Doppelquerlenkern, Schraubenfedern (ab September 1973 mit Querstabilisator) |
| Radaufhängung hinten:                            | Starrachse, Längs- und Schräglenker, Schraubenfedern (ab September 1973 mit Querstabilisator)      | Starrachse, Längs- und Schräglenker, Schraubenfedern (ab September 1973 mit Querstabilisator)      | Starrachse, Längs- und Schräglenker, Schraubenfedern (ab September 1973 mit Querstabilisator)      | Starrachse, Längs- und Schräglenker, Schraubenfedern (ab September 1973 mit Querstabilisator)      | Starrachse, Längs- und Schräglenker, Schraubenfedern (ab September 1973 mit Querstabilisator)      | Starrachse, Längs- und Schräglenker, Schraubenfedern (ab September 1973 mit Querstabilisator)      | Starrachse, Längs- und Schräglenker, Schraubenfedern (ab September 1973 mit Querstabilisator)      |
| Bremsen:                                         | Scheibenbremsen vorne (Ø 247,7 mm), Trommelbremsen hinten (Ø 203,2 mm)                             | Scheibenbremsen vorne (Ø 247,7 mm), Trommelbremsen hinten (Ø 203,2 mm)                             | Scheibenbremsen vorne (Ø 247,7 mm), Trommelbremsen hinten (Ø 203,2 mm)                             | Scheibenbremsen vorne (Ø 247,7 mm), Trommelbremsen hinten (Ø 203,2 mm)                             | Scheibenbremsen vorne (Ø 247,7 mm), Trommelbremsen hinten (Ø 228,6 mm)                             | Scheibenbremsen vorne (Ø 247,7 mm), Trommelbremsen hinten (Ø 228,6 mm)                             | Scheibenbremsen vorne (Ø 247,7 mm), Trommelbremsen hinten (Ø 228,6 mm)                             |
| Lenkung:                                         | Zahnstangenlenkung                                                                                 | Zahnstangenlenkung                                                                                 | Zahnstangenlenkung                                                                                 | Zahnstangenlenkung                                                                                 | Zahnstangenlenkung                                                                                 | Zahnstangenlenkung                                                                                 | Zahnstangenlenkung                                                                                 |
| Karosserie:                                      | Stahlblech, selbsttragend                                                                          | Stahlblech, selbsttragend                                                                          | Stahlblech, selbsttragend                                                                          | Stahlblech, selbsttragend                                                                          | Stahlblech, selbsttragend                                                                          | Stahlblech, selbsttragend                                                                          | Stahlblech, selbsttragend                                                                          |
| Spurweite vorn/hinten:                           | 1422/1422 mm                                                                                       | 1422/1422 mm                                                                                       | 1422/1422 mm                                                                                       | 1422/1422 mm                                                                                       | 1422/1422 mm                                                                                       | 1422/1422 mm                                                                                       | 1422/1422 mm                                                                                       |
| Radstand:                                        | 2578 mm                                                                                            | 2578 mm                                                                                            | 2578 mm                                                                                            | 2578 mm                                                                                            | 2578 mm                                                                                            | 2578 mm                                                                                            | 2578 mm                                                                                            |
| Länge:                                           | 4267 mm (Turnier: 4369)                                                                            | 4267 mm (Turnier: 4369)                                                                            | 4267 mm (Turnier: 4369)                                                                            | 4267 mm (Turnier: 4369)                                                                            | 4267 mm (Turnier: 4369)                                                                            | 4267 mm (Turnier: 4369)                                                                            | 4267 mm (Turnier: 4369)                                                                            |
| Leergewicht:                                     | 1005–1140 kg                                                                                       | 1005–1140 kg                                                                                       | 1005–1140 kg                                                                                       | 1005–1140 kg                                                                                       | 1005–1140 kg                                                                                       | 1005–1140 kg                                                                                       | 1005–1140 kg                                                                                       |
| Höchstgeschwindigkeit:                           | 135 km/h                                                                                           | 138 km/h                                                                                           | 140–145 km/h                                                                                       | 143–148 km/h                                                                                       | 158–163 km/h                                                                                       | 157–162 km/h                                                                                       | 168–173 km/h                                                                                       |
| Beschleunigung von 0–100 km/h:                   | 23–24 s                                                                                            | 21–22 s                                                                                            | 16,5–19,5 s                                                                                        | 16–19 s                                                                                            | 14–17 s                                                                                            | 14–17 s                                                                                            | 11,5–13,5 s                                                                                        |
| Verbrauch (Liter/100 Kilometer) / Kraftstoffart: | 11,5–12,0 N                                                                                        | 10,5–11,0 S                                                                                        | 13–13,5 N                                                                                          | 12,0–12,5 S                                                                                        | 12,5–13,5 S                                                                                        | 14,0–15,0 S                                                                                        | 14,0–15,0 S                                                                                        |

### TC ’76 (Januar 1976 bis August 1979)
Zum Jahresbeginn 1976 (Produktionsbeginn August 1975) wurde der Taunus erneut überarbeitet. Die „Knudsen-Nase“ fiel weg und der Wagen bekam ein insgesamt schlichteres Aussehen. Im Innenraum kamen neue Lenkräder zum Armaturenbrett des Vorgängers. Ab diesem Zeitpunkt waren Taunus und Cortina vollständig identisch.
Weiterhin wurden die Ausstattungsbezeichnungen geändert: So gab es außer Basis und L nun anstatt des XL den GL; aus dem GXL wurde der Ghia. Ferner konnten sportlich orientierte Käufer den Taunus S wählen. Nur diesen gab es mit dem 98 PS starken Vierzylinder (108 PS-V6 als Option).
Das Coupé wurde vom Markt genommen, so dass der Kunde nur noch zwischen zwei- und viertüriger Limousine und dem fünftürigen Turnier wählen konnte. Diesen gab es aber nicht als S oder Ghia.

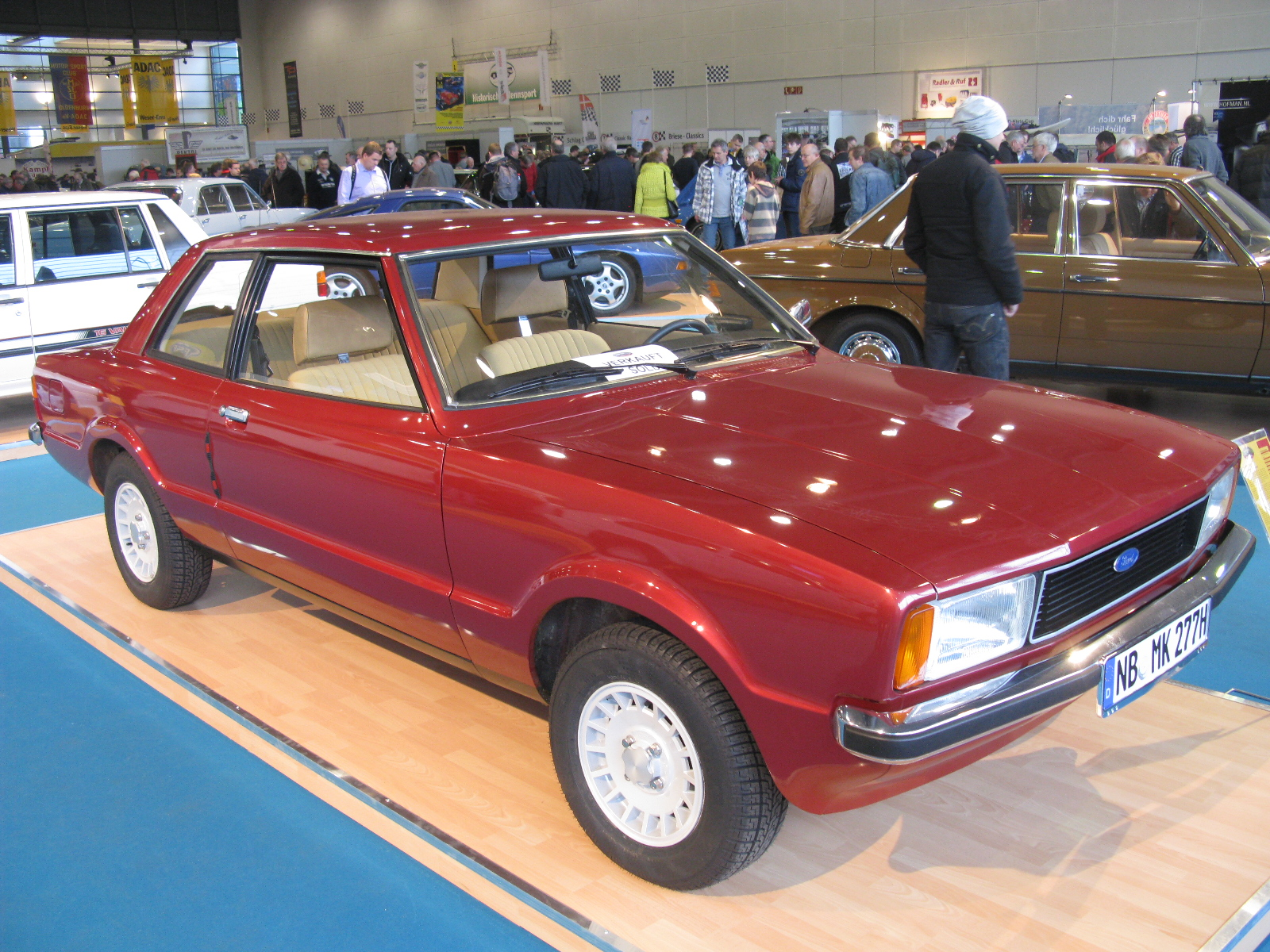
Ford Taunus Zweitürer (1976–1979)
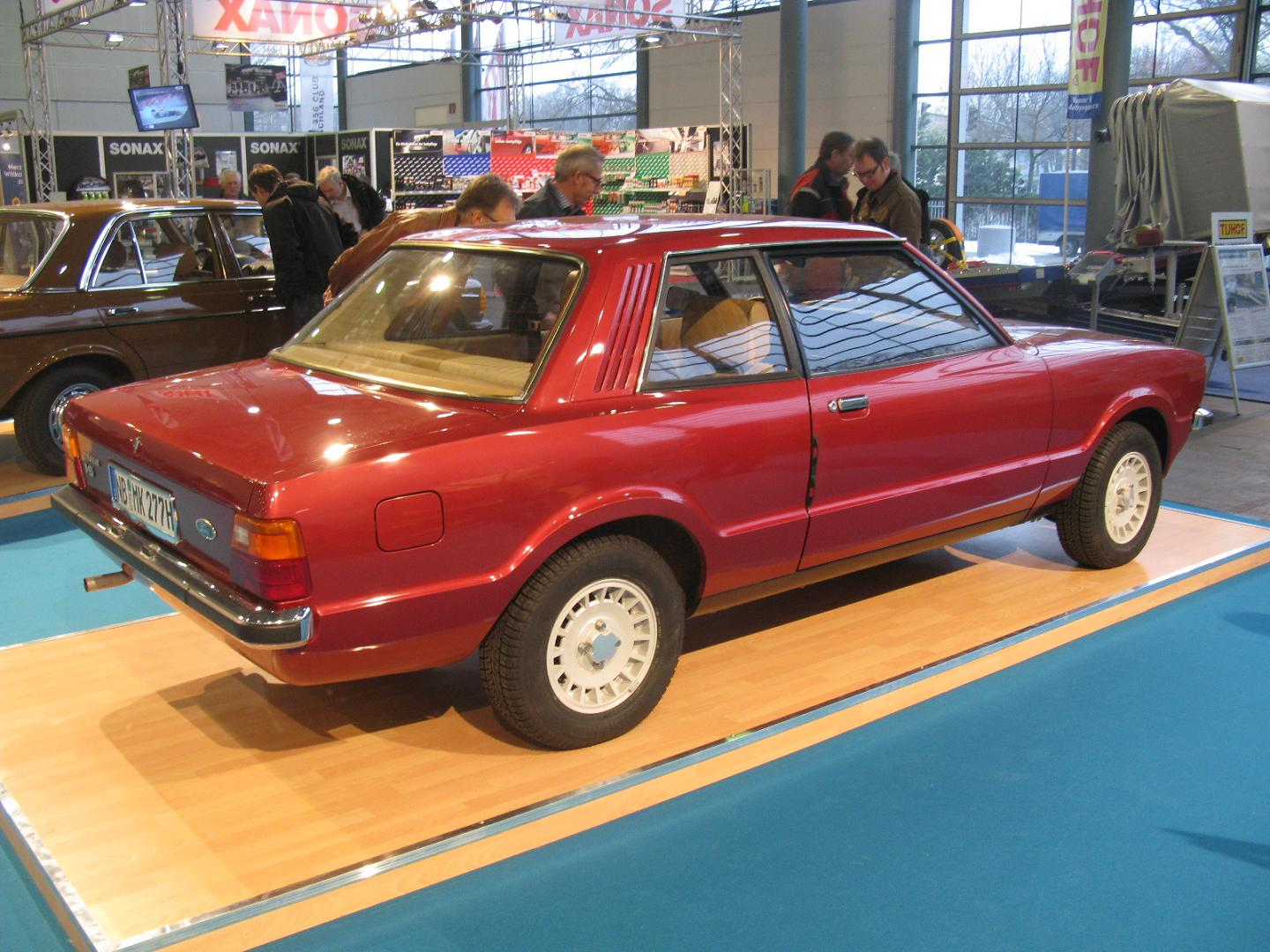
Ford Taunus Zweitürer (1976–1979), Heckansicht
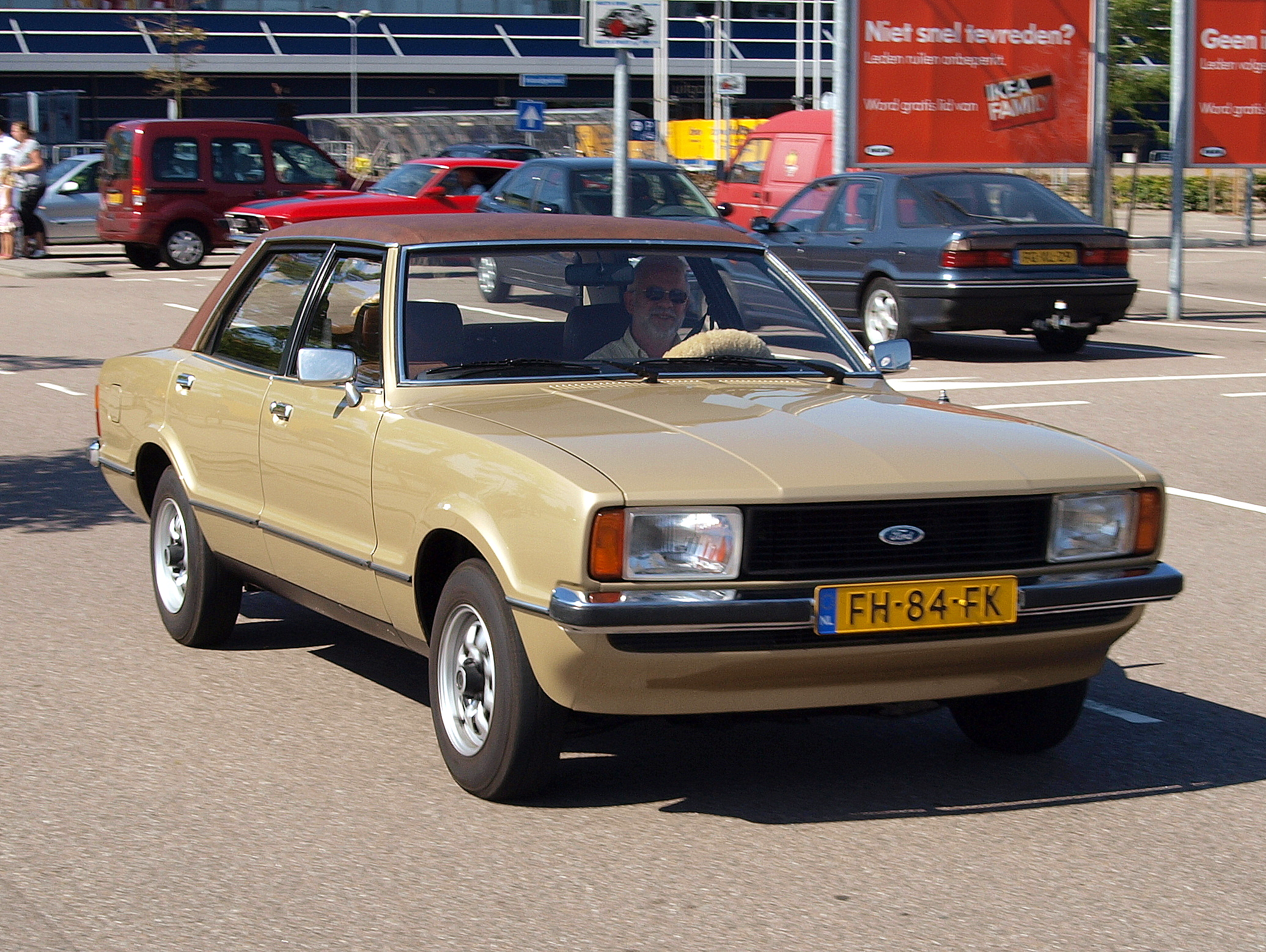
Ford Taunus Viertürer (1976–1979)
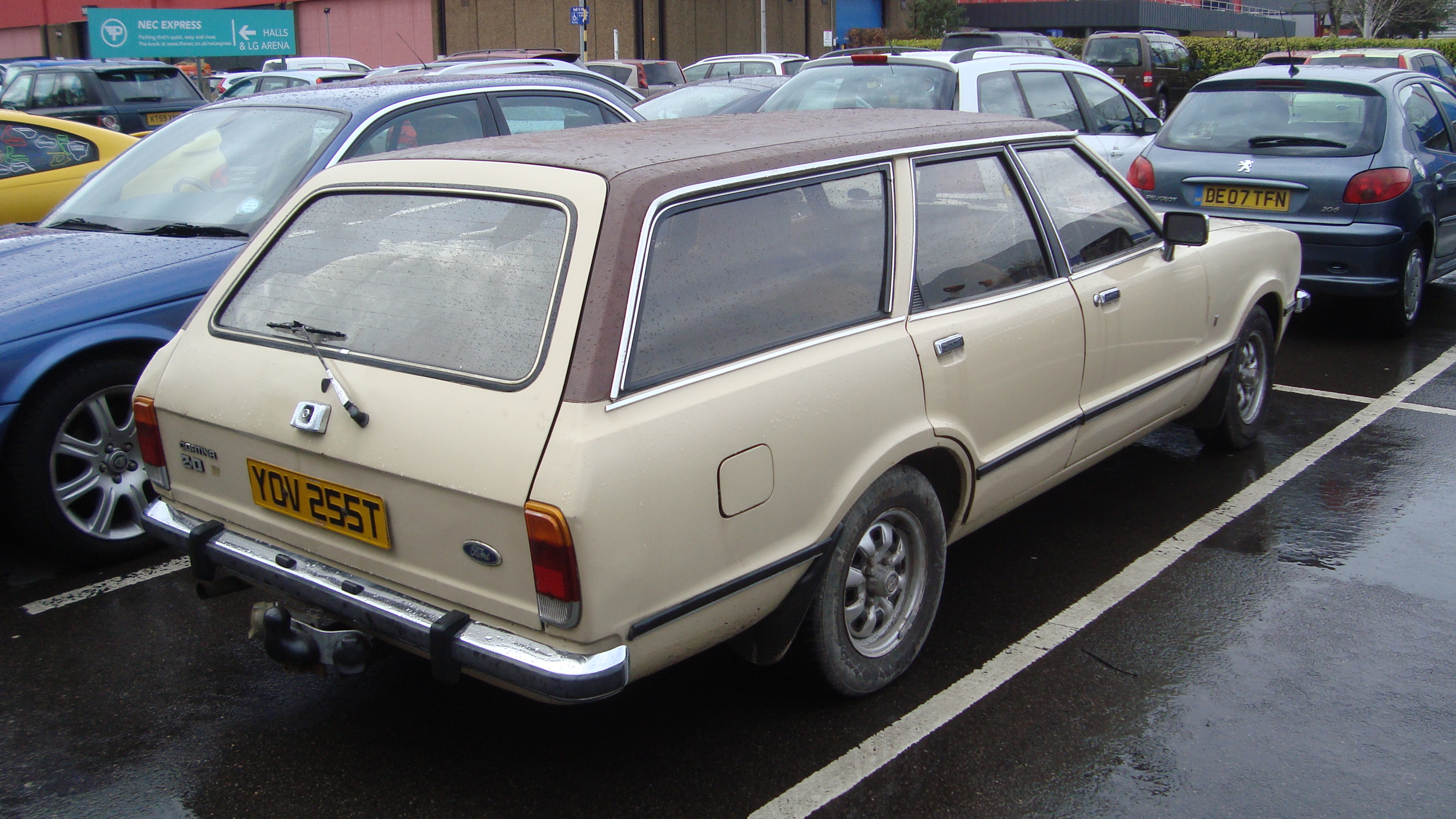
Ford Cortina Turnier (1976–1979)

Motoren
- 1,3 Liter, 55 PS (40 kW), OHC (Vierzylinder-Reihenmotor)
- 1,6 Liter, 68 PS (50 kW), OHC (Vierzylinder-Reihenmotor)
- 1,6 Liter, 72 PS (53 kW), OHC (Vierzylinder-Reihenmotor)
- 2,0 Liter, 98 PS (72 kW), OHC (Vierzylinder-Reihenmotor)
- 2,0 Liter, 90 PS (66 kW), V6 (Sechszylinder-V-Motor)
- 2,3 Liter, 108 PS (79 kW), V6 (Sechszylinder-V-Motor)

### TC ’80 (September 1979 bis Juni 1982)
Obwohl es viele Ähnlichkeiten mit dem Taunus ’76 gibt, waren beinahe alle sichtbaren Blechteile geändert worden. Das Modelljahr ’80 hat aufgrund der geänderten Dachlinie höhere Fenster, nur die Turnier-Version hat die alte Karosserie behalten. Weiterhin sind vorne größere, um die Kotflügel herumgezogene Blinker, ein Lamellenkühlergrill, breitere Rückleuchten mit 2 mal 5 Watt Rücklicht-Glühbirnen je Leuchte, größere Außenspiegel, Stoßfänger mit Kunststoffecken sowie eine andere Frontschürze eingebaut. In der Grundausstattung waren die Stoßstangen nun schwarz statt verchromt. Die Ausstattungsvariante S entfiel, stattdessen war für L, GL und Ghia ein S-Paket lieferbar.
Die Vierzylindermotoren mit 1300 cm³ und 1600 cm³ Hubraum erhielten aufgrund verschärfter Umweltschutzvorschriften anstelle des Ford-Einfachvergasers einen Vergaser mit variablem Lufteinlass (Venturi-Ventil).
Gegen Ende der Bauzeit wurden Sondermodelle (Festival, Brillant), also ein Basismodell mit höherwertiger Ausstattung, zu einem Sonderpreis angeboten; zusätzlich konnte z. B. ein Paket, bestehend aus Metalliclackierung inkl. mechanischem Schiebedach deutlich günstiger gegenüber den Einzel-Aufpreisen erworben werden. Diese Modelle waren an auflackierten/aufgeklebten Zierlinien auf den Seitenflächen erkennbar.
Der Taunus '80 mit dem 2,0-V6-Motor wurde für den türkischen Markt von der Firma Otosan in der Nähe von Izmir bis Mitte der 1990er-Jahre gefertigt.

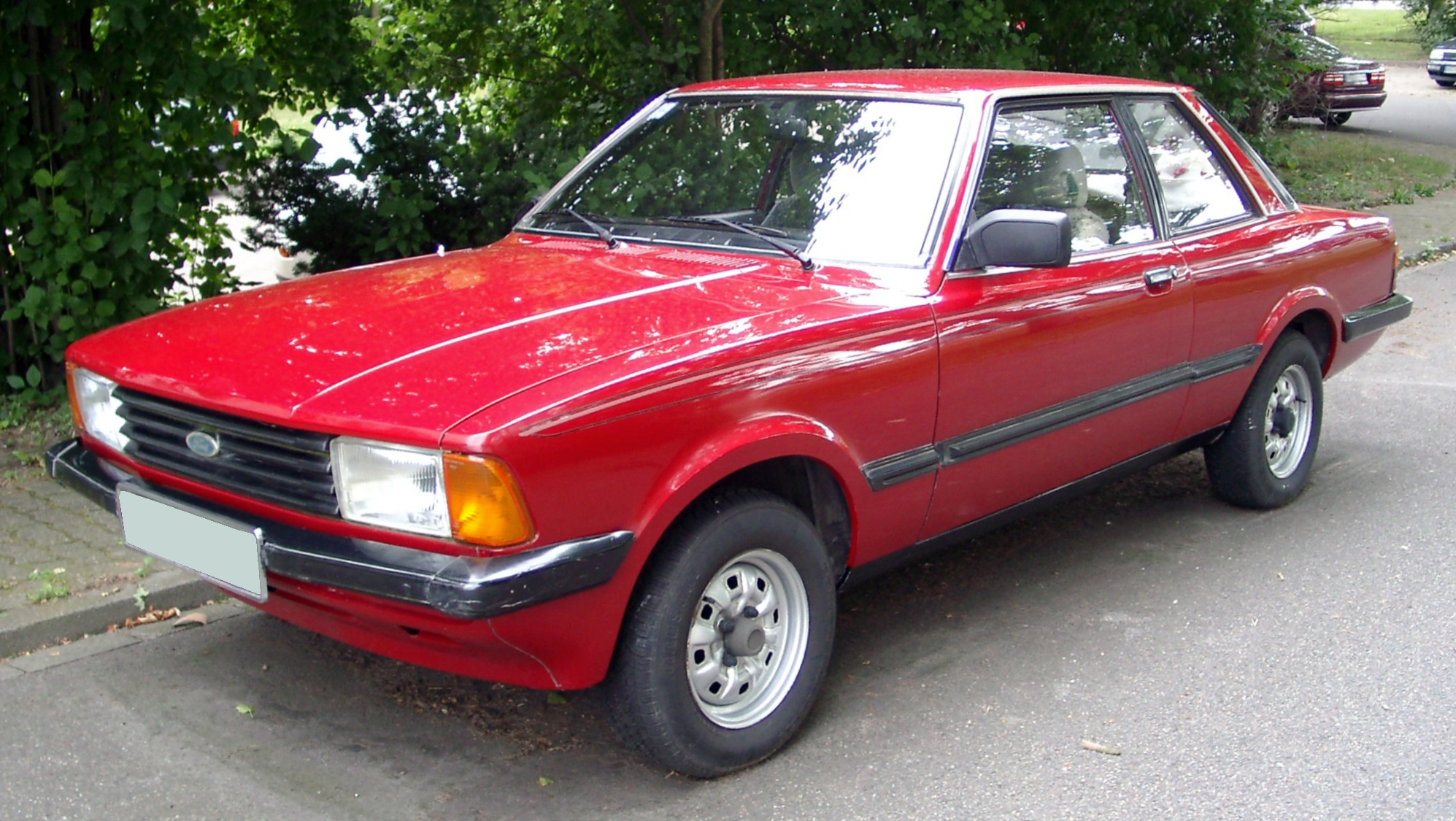
Ford Taunus Zweitürer (1979–1982)
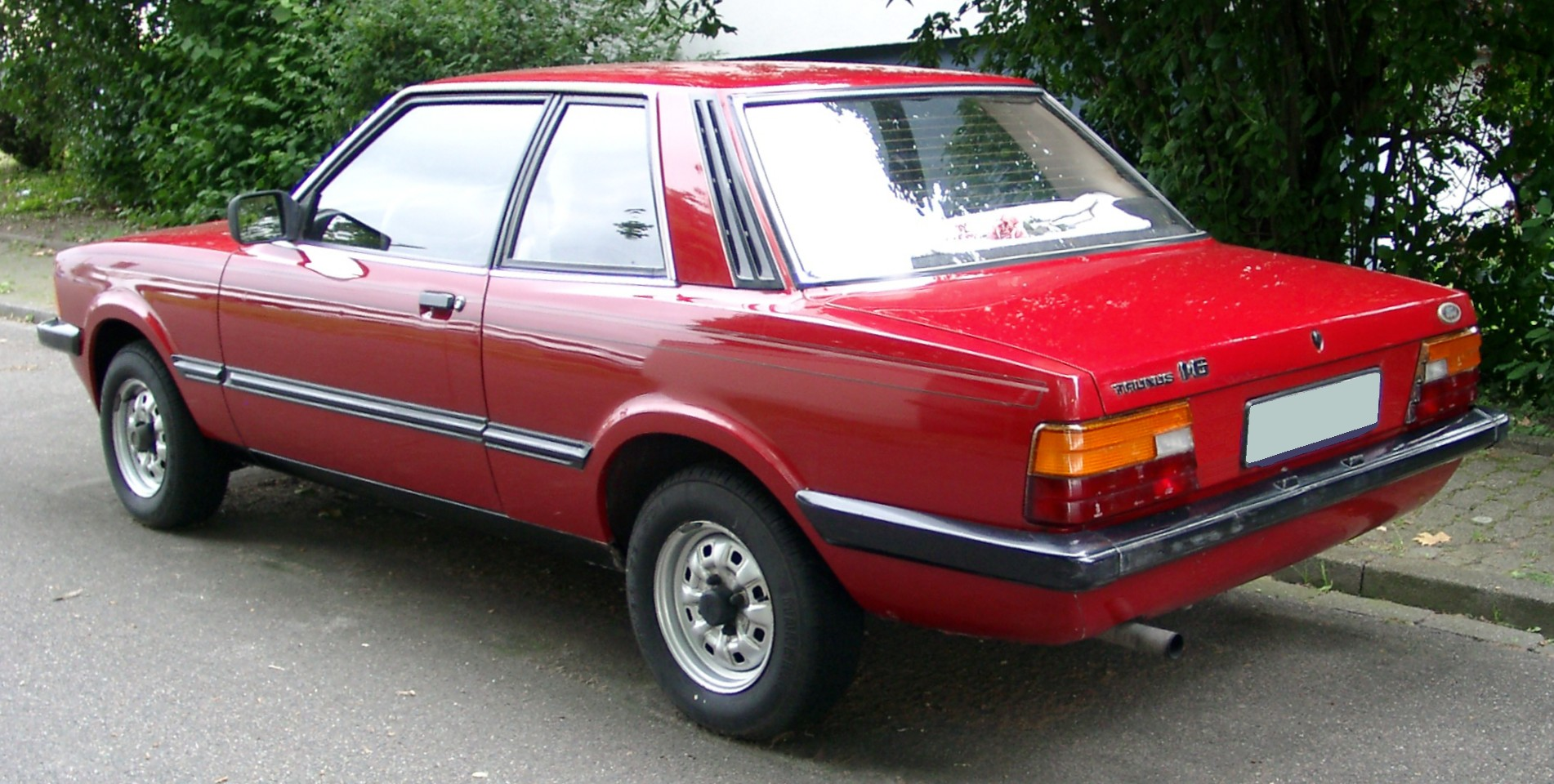
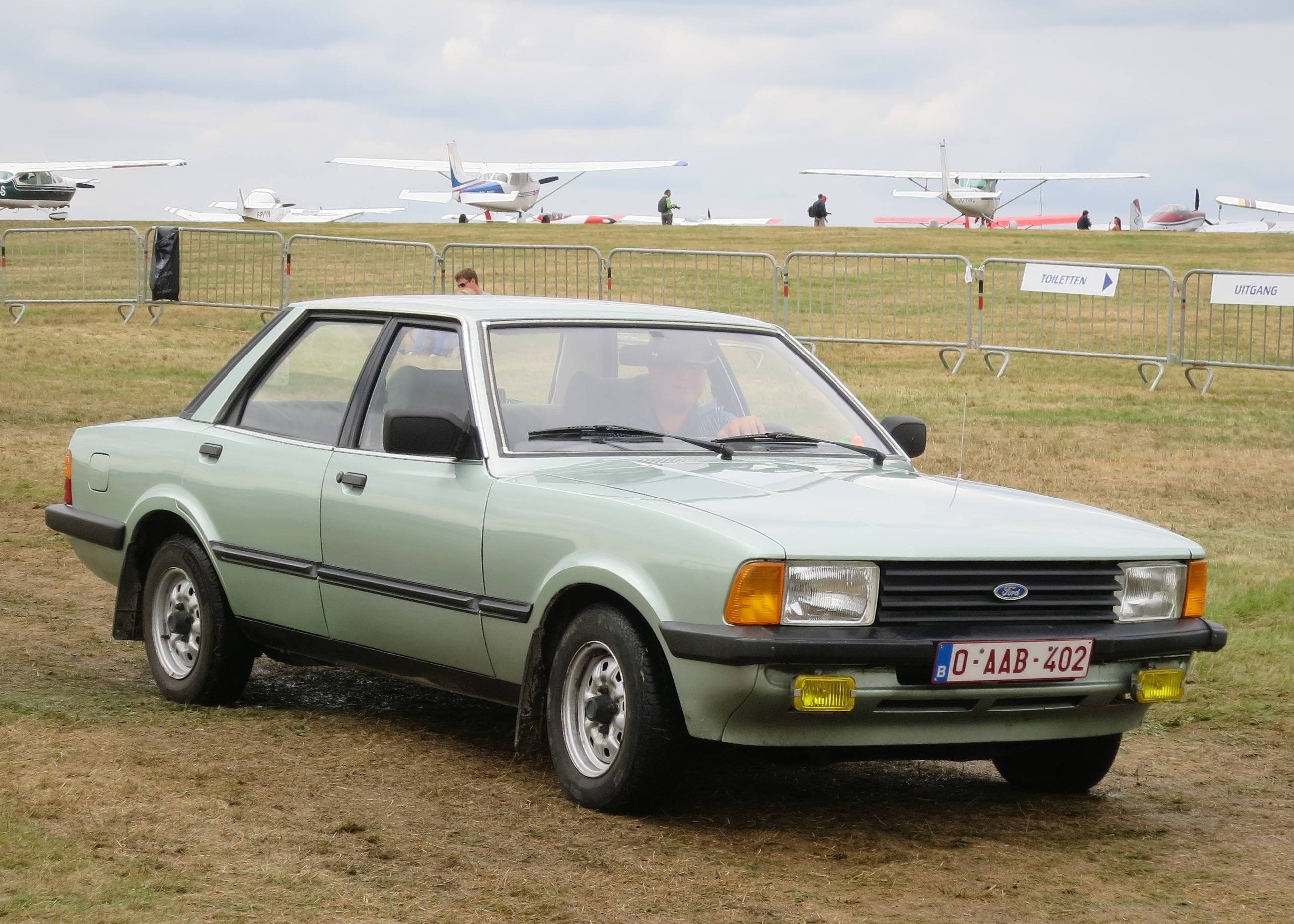
Ford Taunus Viertürer (1979–1982)
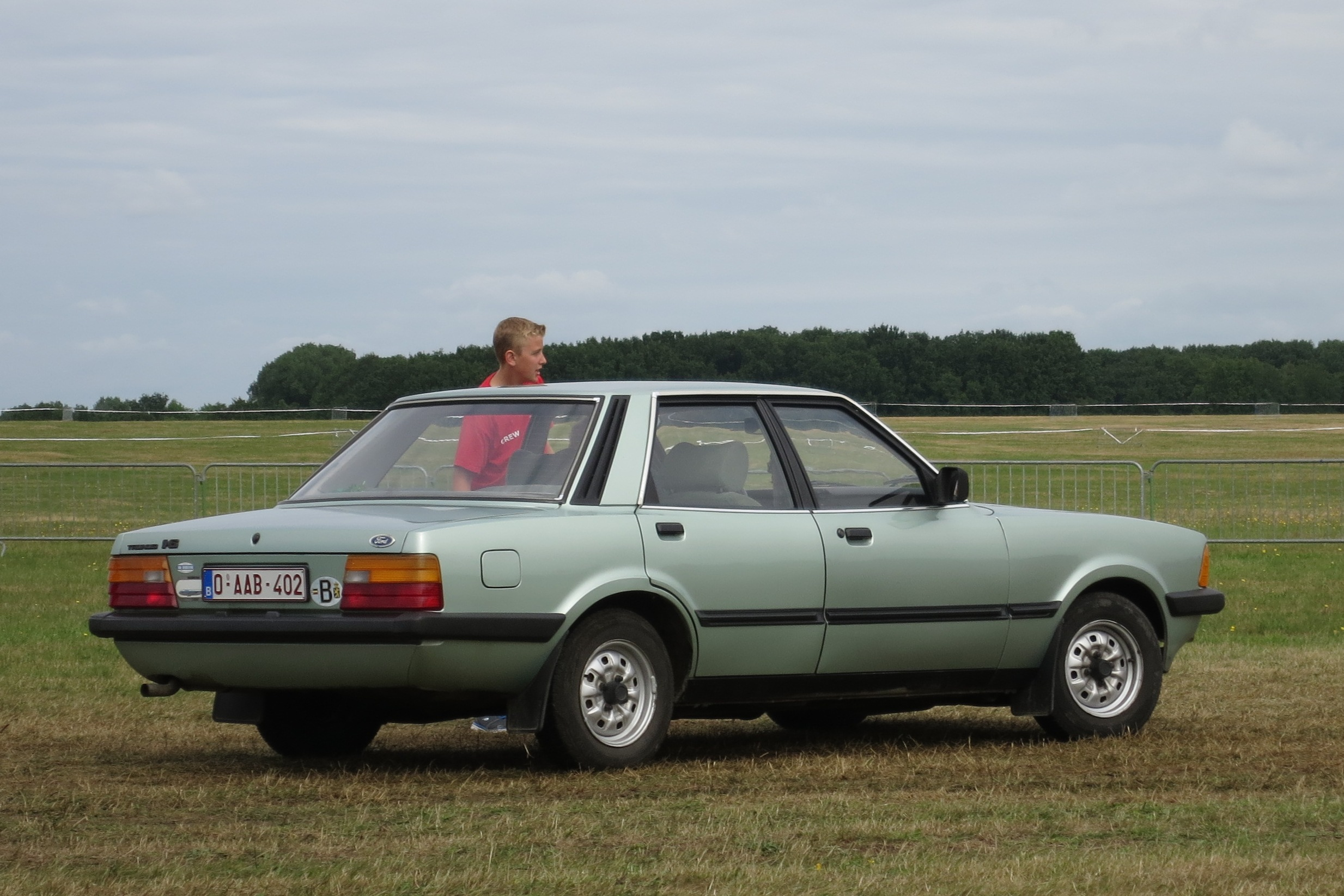
Ford Taunus Viertürer (1979–1982)
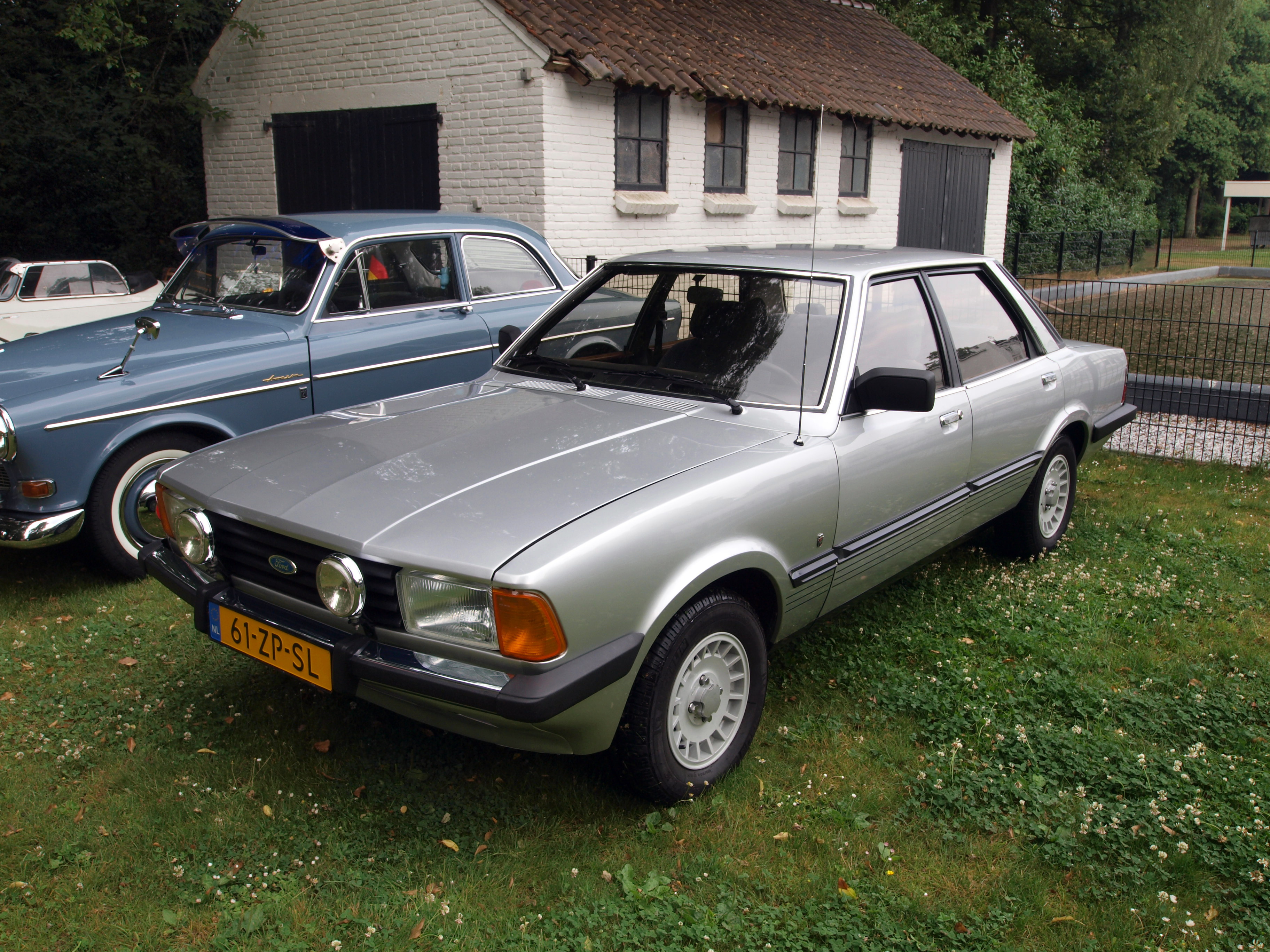
Ford Taunus Ghia S (1979-1982)
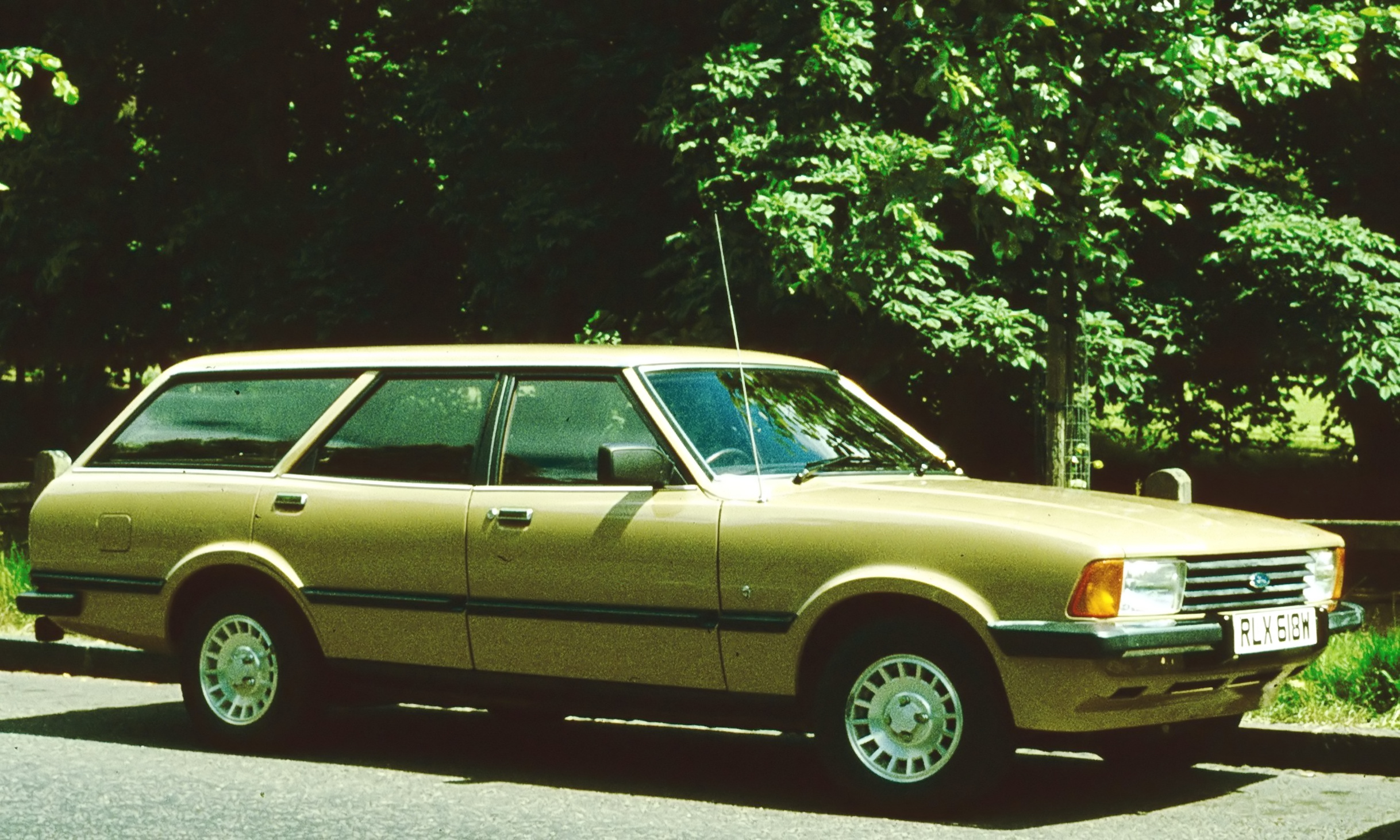
Ford Cortina Turnier (1979–1982)
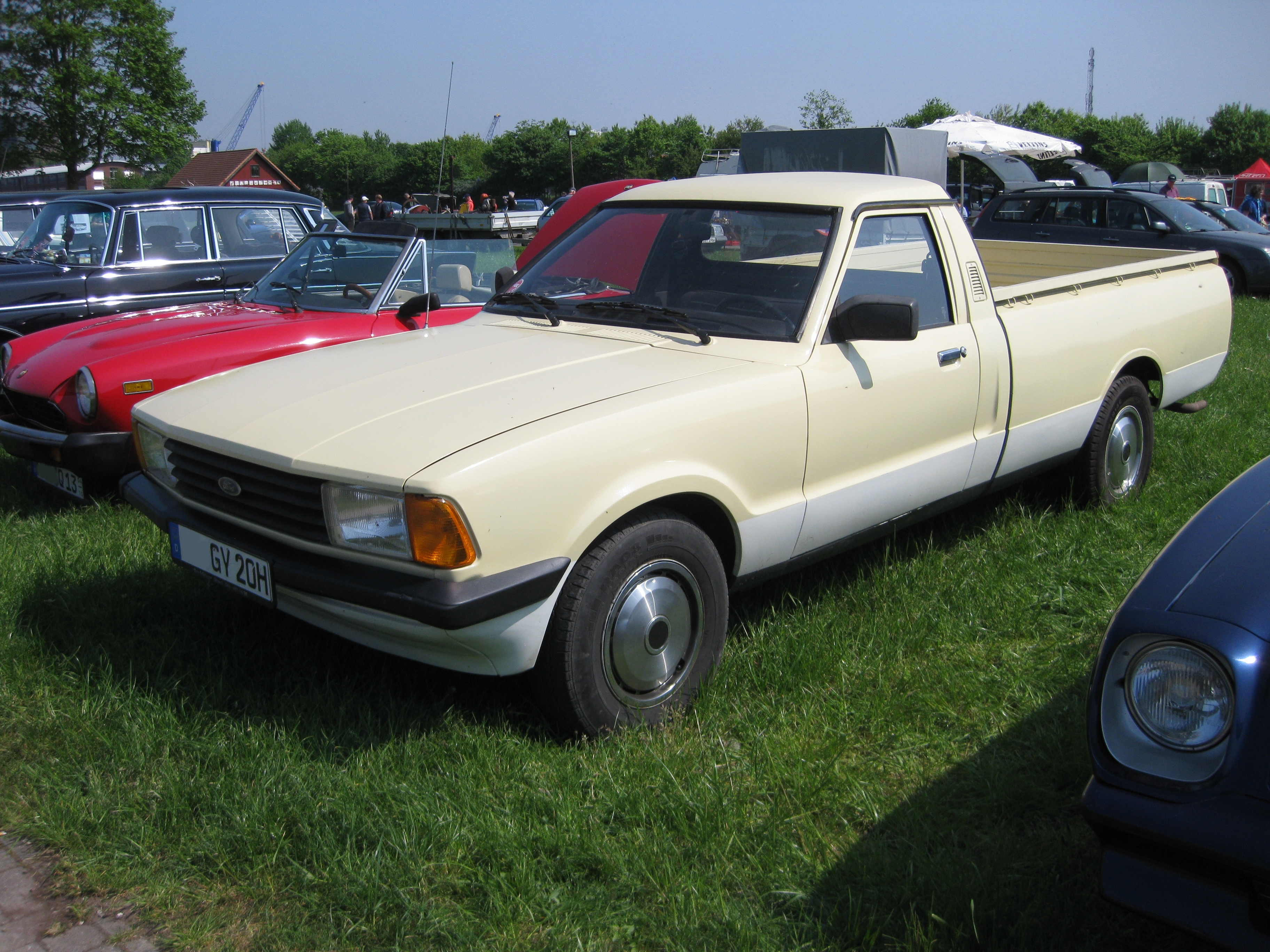
Ford Taunus als Pick-up
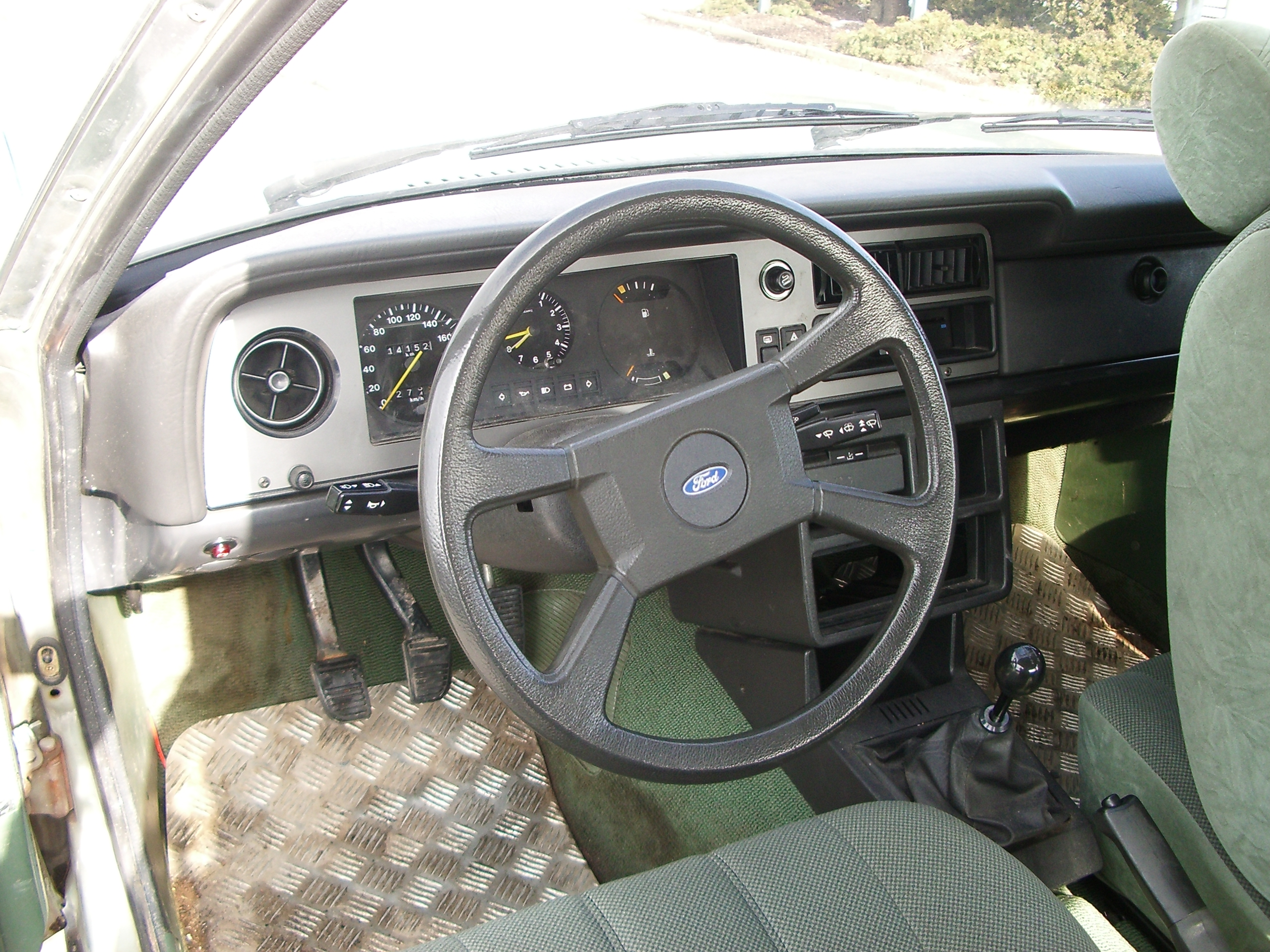
Armaturenbrett (1979–1982)

Motoren
- 1,3 Liter, 43 kW (59 PS), OHC (Vierzylinder-Reihenmotor)
- 1,6 Liter, 51 kW (70 PS), OHC (Vierzylinder-Reihenmotor)
- 1,6 Liter, 54 kW (73 PS), OHC (Vierzylinder-Reihenmotor)
- 2,0 Liter, 75 kW (101 PS), OHC (Vierzylinder-Reihenmotor)
- 2,0 Liter, 66 kW (90 PS), V6 (Sechszylinder-V-Motor)
- 2,3 Liter, 84 kW (114 PS), V6 (Sechszylinder-V-Motor)

### Sondermodelle
Sondermodelle in limitierter Auflage wurden unter anderem folgende Versionen angeboten:
- Taunus Köln (1978)
- Taunus Festival (1980)
- Taunus Favorit (1981)
- Taunus Brillant (1982)
- Cortina Carousel (Großbritannien) mit Zweifarblackierung
- Cortina Crusader (Großbritannien) mit Zweifarblackierung

| Technische Daten Ford Taunus (1976–1982) | Technische Daten Ford Taunus (1976–1982)                                        | Technische Daten Ford Taunus (1976–1982)                                        | Technische Daten Ford Taunus (1976–1982)                                        | Technische Daten Ford Taunus (1976–1982)                                        | Technische Daten Ford Taunus (1976–1982)                                        | Technische Daten Ford Taunus (1976–1982)                                        |
| Ford Taunus:                             | 1300 (1976–1982)                                                                | 1600 (1976–1982)                                                                | 1600 S (1976–1982)                                                              | 2000 S (1976–1982)                                                              | 2000 V6 (1976–1982)                                                             | 2300 V6 (1976–1982)                                                             |
| ---------------------------------------- | ------------------------------------------------------------------------------- | ------------------------------------------------------------------------------- | ------------------------------------------------------------------------------- | ------------------------------------------------------------------------------- | ------------------------------------------------------------------------------- | ------------------------------------------------------------------------------- |
| Motor:                                   | 4-Zylinder-Reihenmotor (Viertakt-Ottomotor)                                     | 4-Zylinder-Reihenmotor (Viertakt-Ottomotor)                                     | 4-Zylinder-Reihenmotor (Viertakt-Ottomotor)                                     | 4-Zylinder-Reihenmotor (Viertakt-Ottomotor)                                     | 6-Zylinder-V-Motor (Viertakt-Ottomotor; Bankwinkel 60°)                         | 6-Zylinder-V-Motor (Viertakt-Ottomotor; Bankwinkel 60°)                         |
| Motorcode:                               | JAR                                                                             | LAR                                                                             | LCR                                                                             | NER                                                                             | NWR / NYR                                                                       | YYR                                                                             |
| Hubraum:                                 | 1294 cm³                                                                        | 1593 cm³                                                                        | 1593 cm³                                                                        | 1993 cm³                                                                        | 1999 cm³                                                                        | 2294 cm³                                                                        |
| Bohrung × Hub:                           | 79 mm × 66 mm                                                                   | 87,65 mm × 66 mm                                                                | 87,65 mm × 66 mm                                                                | 90,8 mm × 77 mm                                                                 | 84 mm × 60,14 mm                                                                | 90 mm × 60,14 mm                                                                |
| Leistung bei 1/min:                      | 40 kW (55 PS) bei 5500                                                          | 50 kW (68 PS) bei 5200                                                          | 53 kW (72 PS) bei 5000                                                          | 72 kW (98 PS) bei 5200                                                          | 66 kW (90 PS) bei 5000                                                          | 80 kW (114 PS) bei 5000                                                         |
| Max. Drehmoment bei 1/min:               | 88 Nm bei 3000                                                                  | 113 Nm bei 2700                                                                 | 116 Nm bei 2700                                                                 | 148 Nm bei 3500                                                                 | 146 Nm bei 3000                                                                 | 173 Nm bei 3000                                                                 |
| Gemischaufbereitung:                     | Ein Fallstromvergaser (Ford)                                                    | Ein Fallstromvergaser (Ford)                                                    | Ein Fallstromvergaser (Ford)                                                    | Ein Fallstromvergaser (Ford)                                                    | Ein Register-Fallstrom-Vergaser (Ford)                                          | Zwei Zweifach-Fallstromvergaser (Solex)                                         |
| Ventilsteuerung:                         | OHC, Zahnriemen                                                                 | OHC, Zahnriemen                                                                 | OHC, Zahnriemen                                                                 | OHC, Zahnriemen                                                                 | zentrale Nockenwelle, Stirnräder                                                | zentrale Nockenwelle, Stirnräder                                                |
| Kühlung:                                 | Wasserkühlung                                                                   | Wasserkühlung                                                                   | Wasserkühlung                                                                   | Wasserkühlung                                                                   | Wasserkühlung                                                                   | Wasserkühlung                                                                   |
| Getriebe:                                | Manuelles 4-Gang-Getriebe Wahlweise (außer 1300) Dreistufen-Automatik (Ford C3) | Manuelles 4-Gang-Getriebe Wahlweise (außer 1300) Dreistufen-Automatik (Ford C3) | Manuelles 4-Gang-Getriebe Wahlweise (außer 1300) Dreistufen-Automatik (Ford C3) | Manuelles 4-Gang-Getriebe Wahlweise (außer 1300) Dreistufen-Automatik (Ford C3) | Manuelles 4-Gang-Getriebe Wahlweise (außer 1300) Dreistufen-Automatik (Ford C3) | Manuelles 4-Gang-Getriebe Wahlweise (außer 1300) Dreistufen-Automatik (Ford C3) |
| Radaufhängung vorn:                      | Einzelradaufhängung an Doppelquerlenkern, Schraubenfedern mit Querstabilisator  | Einzelradaufhängung an Doppelquerlenkern, Schraubenfedern mit Querstabilisator  | Einzelradaufhängung an Doppelquerlenkern, Schraubenfedern mit Querstabilisator  | Einzelradaufhängung an Doppelquerlenkern, Schraubenfedern mit Querstabilisator  | Einzelradaufhängung an Doppelquerlenkern, Schraubenfedern mit Querstabilisator  | Einzelradaufhängung an Doppelquerlenkern, Schraubenfedern mit Querstabilisator  |
| Radaufhängung hinten:                    | Starrachse, Längs- und Schräglenker, Schraubenfedern mit Querstabilisator       | Starrachse, Längs- und Schräglenker, Schraubenfedern mit Querstabilisator       | Starrachse, Längs- und Schräglenker, Schraubenfedern mit Querstabilisator       | Starrachse, Längs- und Schräglenker, Schraubenfedern mit Querstabilisator       | Starrachse, Längs- und Schräglenker, Schraubenfedern mit Querstabilisator       | Starrachse, Längs- und Schräglenker, Schraubenfedern mit Querstabilisator       |
| Bremsen:                                 | Scheibenbremsen vorne (Ø 247,5 mm), Trommelbremsen hinten (Ø 203,2 mm)          | Scheibenbremsen vorne (Ø 247,5 mm), Trommelbremsen hinten (Ø 203,2 mm)          | Scheibenbremsen vorne (Ø 247,5 mm), Trommelbremsen hinten (Ø 203,2 mm)          | Scheibenbremsen vorne (Ø 247,5 mm), Trommelbremsen hinten (Ø 228,6 mm)          | Scheibenbremsen vorne (Ø 247,5 mm), Trommelbremsen hinten (Ø 228,6 mm)          | Scheibenbremsen vorne (Ø 247,5 mm), Trommelbremsen hinten (Ø 228,6 mm)          |
| Lenkung:                                 | Zahnstangenlenkung                                                              | Zahnstangenlenkung                                                              | Zahnstangenlenkung                                                              | Zahnstangenlenkung                                                              | Zahnstangenlenkung                                                              | Zahnstangenlenkung                                                              |
| Karosserie:                              | Stahlblech, selbsttragend                                                       | Stahlblech, selbsttragend                                                       | Stahlblech, selbsttragend                                                       | Stahlblech, selbsttragend                                                       | Stahlblech, selbsttragend                                                       | Stahlblech, selbsttragend                                                       |
| Spurweite vorn/hinten:                   | 1422/1422 mm                                                                    | 1422/1422 mm                                                                    | 1422/1422 mm                                                                    | 1422/1422 mm                                                                    | 1422/1422 mm                                                                    | 1422/1422 mm                                                                    |
| Radstand:                                | 2579 mm                                                                         | 2579 mm                                                                         | 2579 mm                                                                         | 2579 mm                                                                         | 2579 mm                                                                         | 2579 mm                                                                         |
| Länge:                                   | 4340–4380 mm (Turnier: 4440–4480 mm)                                            | 4340–4380 mm (Turnier: 4440–4480 mm)                                            | 4340–4380 mm (Turnier: 4440–4480 mm)                                            | 4340–4380 mm (Turnier: 4440–4480 mm)                                            | 4340–4380 mm (Turnier: 4440–4480 mm)                                            | 4340–4380 mm (Turnier: 4440–4480 mm)                                            |
| Leergewicht:                             | 1020–1195 kg                                                                    | 1020–1195 kg                                                                    | 1020–1195 kg                                                                    | 1020–1195 kg                                                                    | 1020–1195 kg                                                                    | 1020–1195 kg                                                                    |
| Höchstgeschwindigkeit:                   | 137 km/h                                                                        | 142–147 km/h                                                                    | 147–152 km/h                                                                    | 162–167 km/h                                                                    | 158–163 km/h                                                                    | 168–173 km/h                                                                    |
| 0–100 km/h:                              | 23,5 s                                                                          | 16,5–19,5 s                                                                     | 16–19 s                                                                         | 12,5–14,5 s                                                                     | 14,5–16,5 s                                                                     | 12–13,5 s                                                                       |
| Verbrauch (Liter/100 Kilometer):         | 11,5–12,0 N                                                                     | 13,0–13,5 N                                                                     | 12,0–12,5 S                                                                     | 13,5 S                                                                          | 13,5 S                                                                          | 14,0 S                                                                          |

## Nachfolger
Der direkte Nachfolger des Ford Taunus mit neuer Karosserieform und verbessertem Fahrwerk ist der im September 1982 erschienene Ford Sierra. Dieser wurde zu Beginn nur als Schräghecklimousine und Kombi angeboten, während das klassische Stufenheckmodell erst mit einem Modellwechsel Anfang 1987 in das Programm aufgenommen wurde.
Nach der Einstellung des Taunus in Köln und Genk wurden die Produktionsanlagen nach Argentinien und in die Türkei gebracht. Ford Argentina brachte den Taunus ’80 auch als Coupé heraus – also eine Karosserievariante, die es von diesem Modell in Europa nie gab.
Der türkische Lizenzbau der Firma Otosan wurde während seiner Produktionszeit noch einmal im In- und Exterieur dem zeitgenössischen Geschmack der Autokäufer angepasst und bis 1994 weiter produziert.
Sie wurden als Taunus S mit 1,6 Liter und als Taunus GLS angeboten.
Ab 1990 wurde der Taunus GLS vom GTS abgelöst und der Taunus S vom GT.

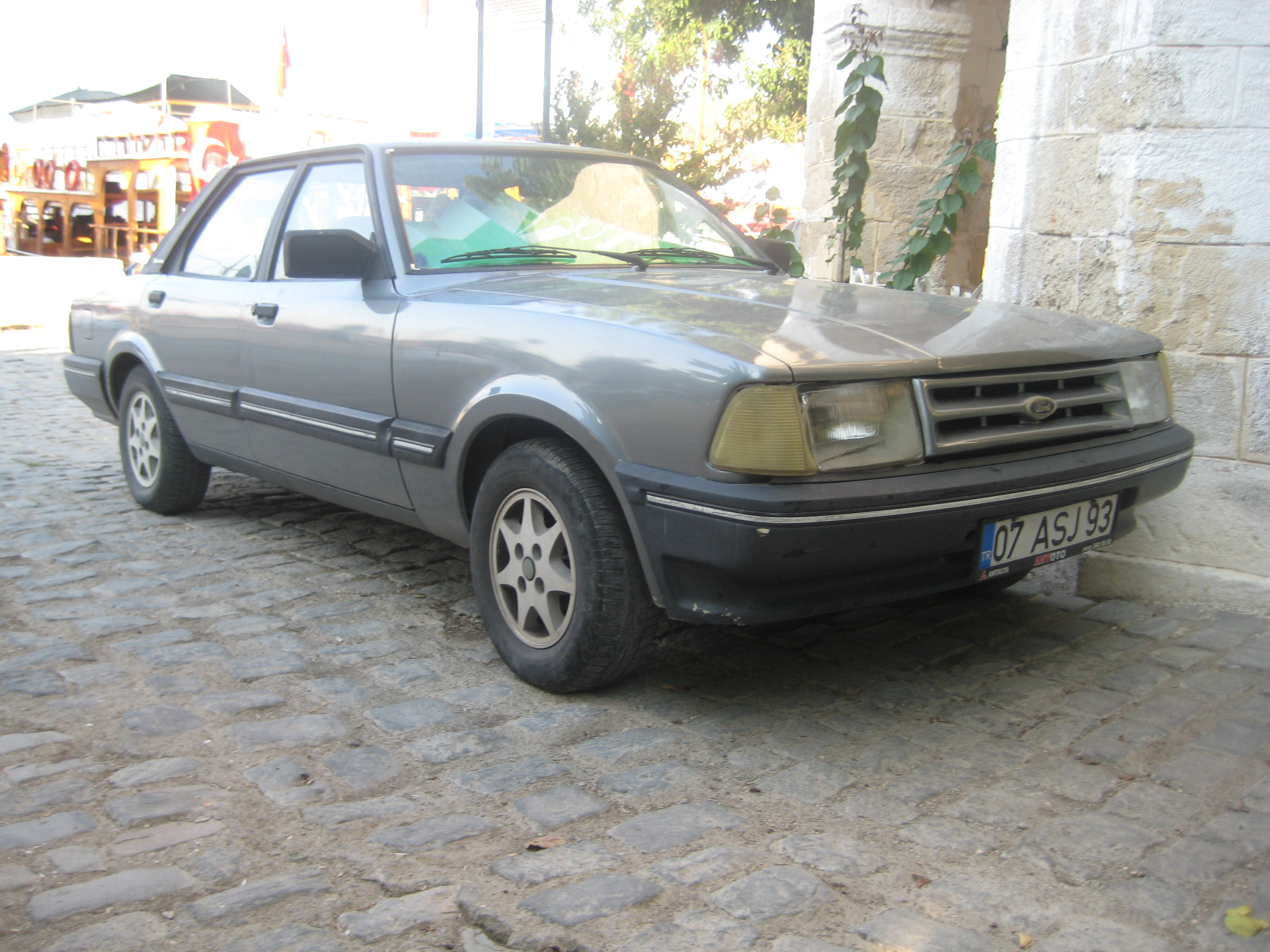
Ford-Otosan Taunus (1994)
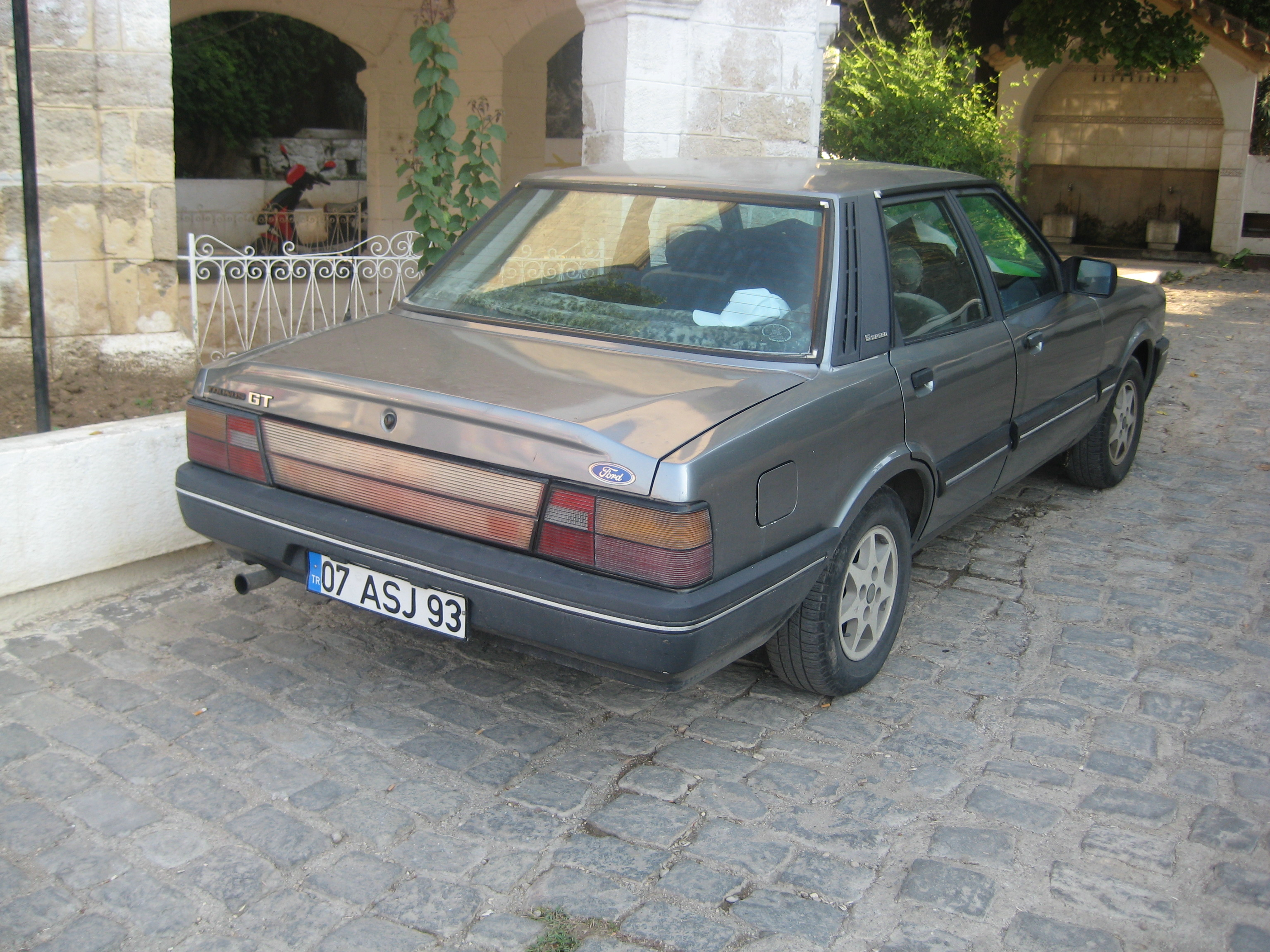
Heckansicht

## Der Taunus in Argentinien
Von Juli 1974 bis 1985 wurde der Taunus auch in Argentinien als viertürige Limousine mit Zweiliter- oder 2,3-Liter-Vierzylindermotor (93–134 SAE-PS/68-99 kW) und als Coupé (nur 2,3 Liter) produziert. 1981 erfolgte eine Modellpflege mit Facelift, ähnlich dem deutschen Taunus ’80, die auch das Coupé mitmachte. Die Limousinen waren in den Versionen L und GXL, ab 1981 als L, Ghia und Ghia S lieferbar, das Coupé als GT und ab 1983 in der Sportversion SP 5. Insgesamt entstanden in Argentinien 197.031 Taunus; auch dort war der Sierra der Nachfolger.

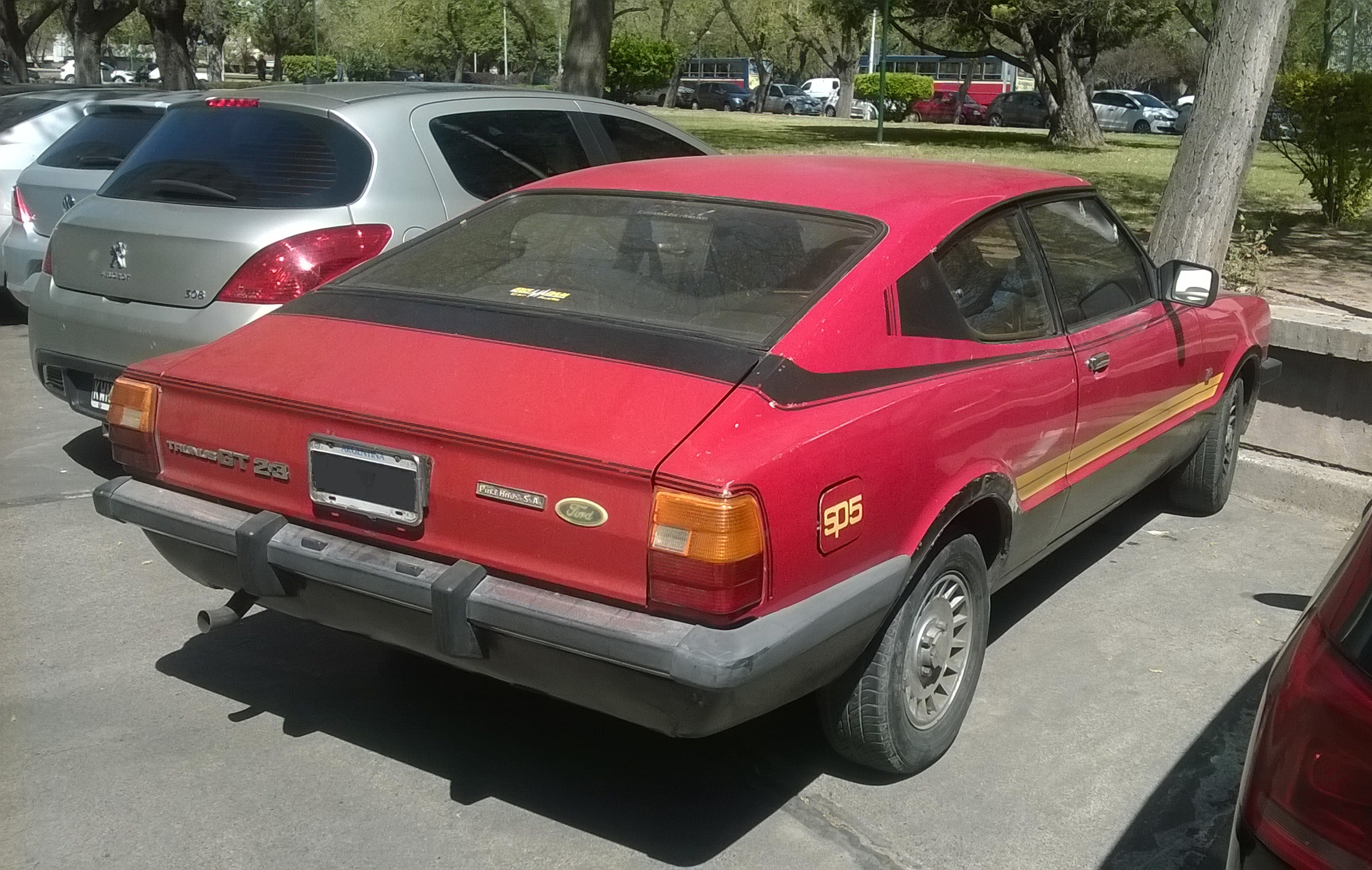
Ford Taunus SP5 Coupé (Argentinien)